# Núremberg
Núremberg, antiguamente en español Nuremberga (en alemán: Nürnberg; pronunciación: [ˈnʏʁnˌbɛʁk]ⓘ; en el dialecto franconio oriental: Nämberch; [ˈnɛmbɛrç]), es una ciudad alemana a orillas del río Pegnitz, en la región de la Franconia Media, perteneciente al estado de Baviera. Tiene una población de 544 200 habitantes (2023), por lo que es la segunda ciudad más poblada del estado tras Múnich y la decimocuarta del país.
La ciudad es conocida desde el año 1050 y se puede llegar a ella por vía fluvial, terrestre o aérea, ya que además de carreteras nacionales cuenta con un puerto y un aeropuerto internacional. Su casco histórico le confiere un atractivo especial, al estar rodeado por una muralla medieval de más de 4 km (originalmente, 5 km) construida a partir de 1325. Esta muralla fue la tercera que se construyó debido al crecimiento de su población al paso de los años a fin de garantizar la seguridad de la ciudad. En Núremberg, desde 1424 hasta 1796 se custodiaron las reliquias, los símbolos y joyas del Sacro Imperio Romano Germánico por lo cual fue dotada de mayores medidas de seguridad con murallas. En el casco histórico quedan algunos restos de la primera y la segunda muralla.
La ciudad de Núremberg es muy conocida, entre otras cosas, por su mercado navideño, que durante las cuatro semanas en que se realiza es visitado por más de dos millones de personas de distintas partes del mundo. El nombre de la ciudad también se asocia a los juicios de Núremberg, desarrollados entre 1945 y 1946 contra algunos dirigentes nacionalsocialistas, y los juicios posteriores contra industriales, médicos, juristas, entre otros, que apoyaron decididamente al régimen de Hitler.

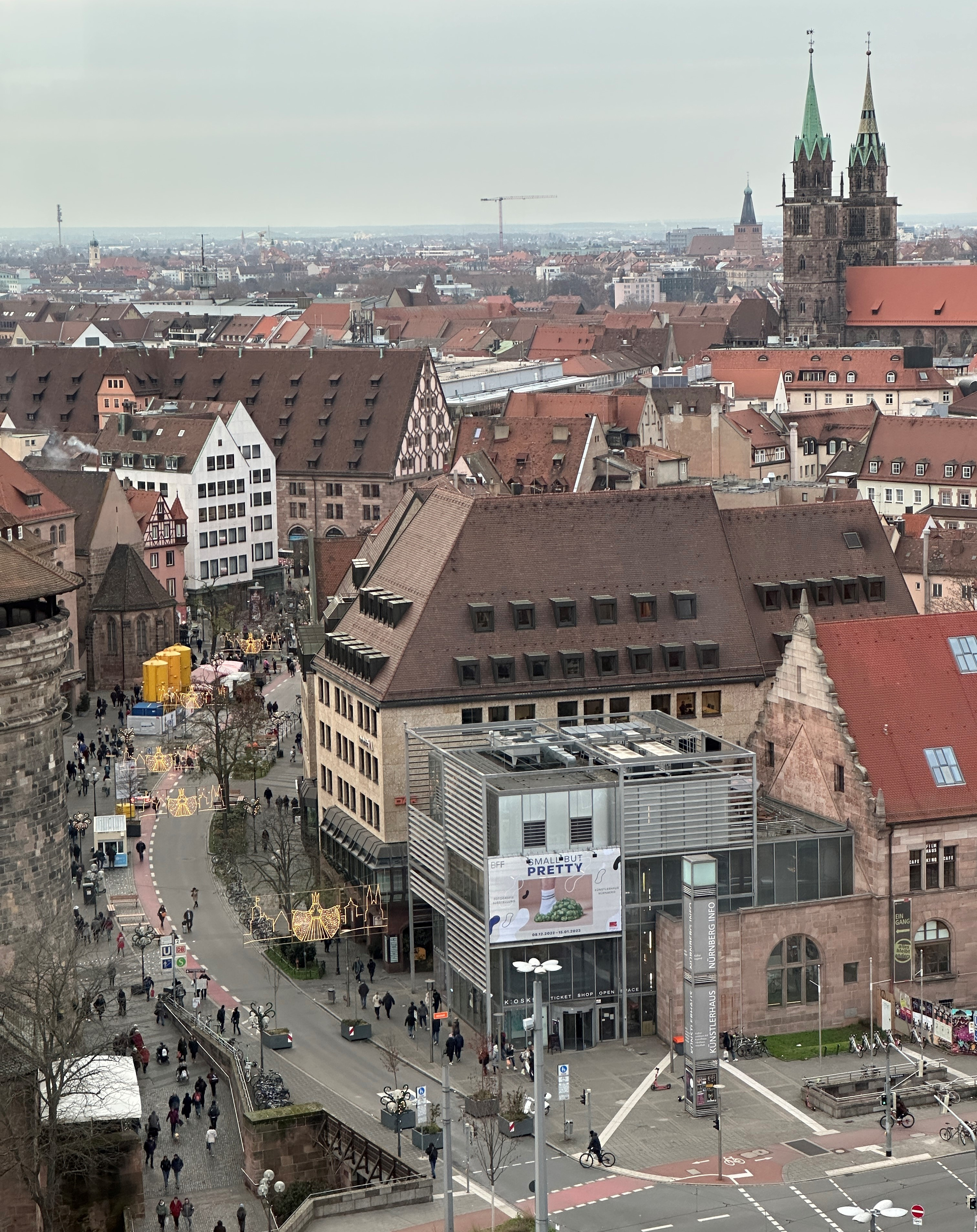
Nürnberg

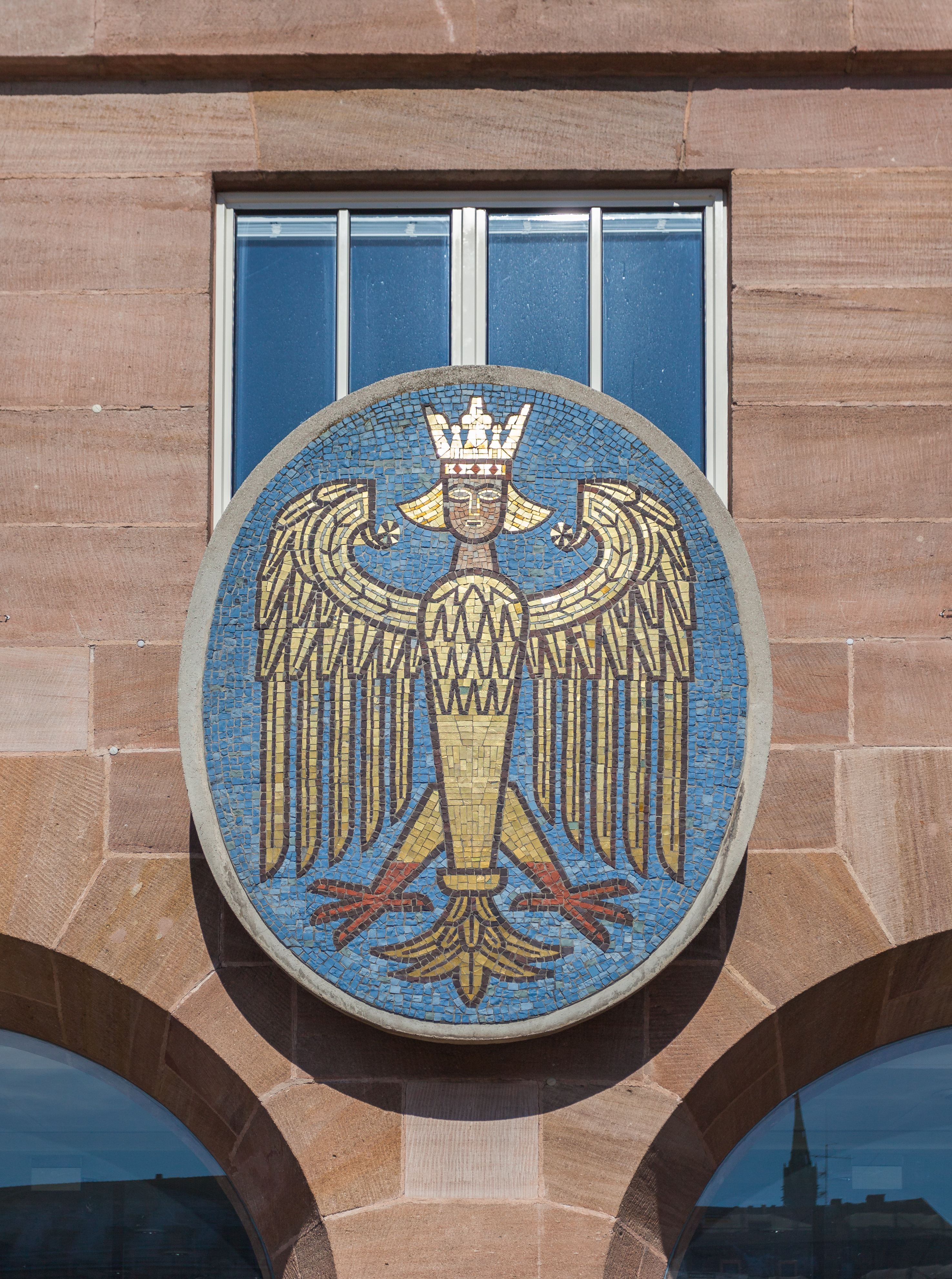
Gran escudo de armas de Núremberg

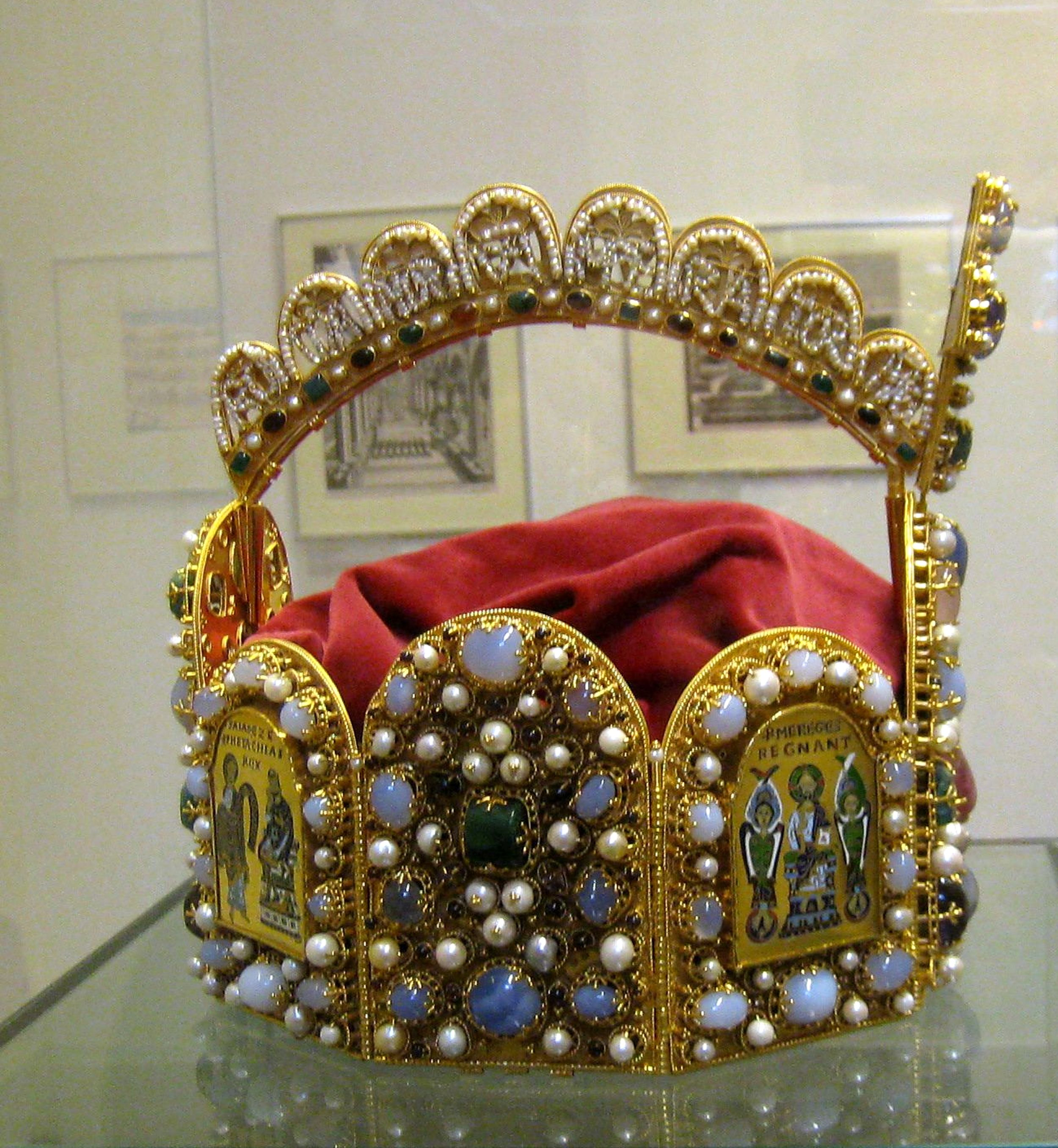
Corona Imperial

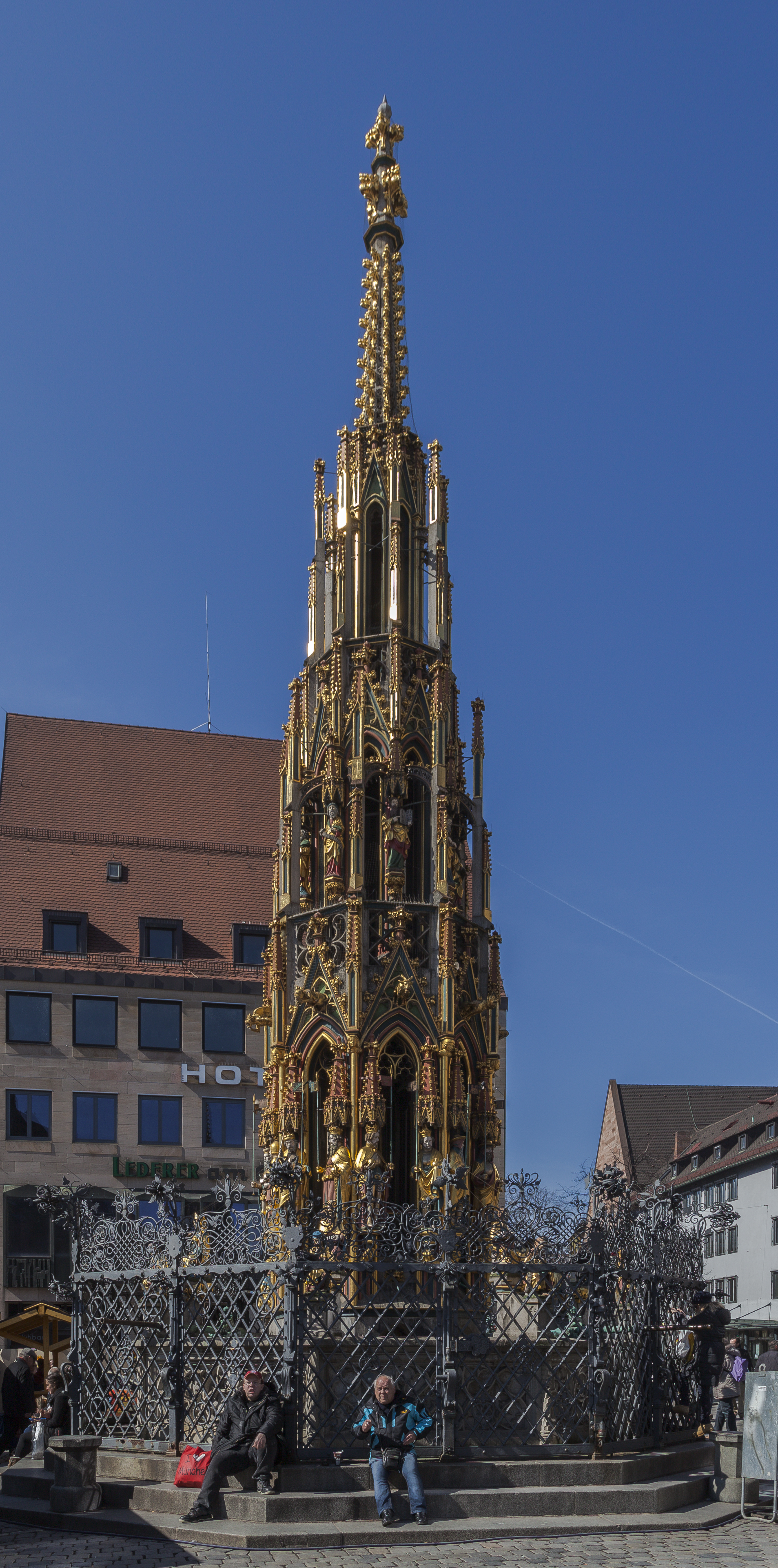
La fuente maravillosa

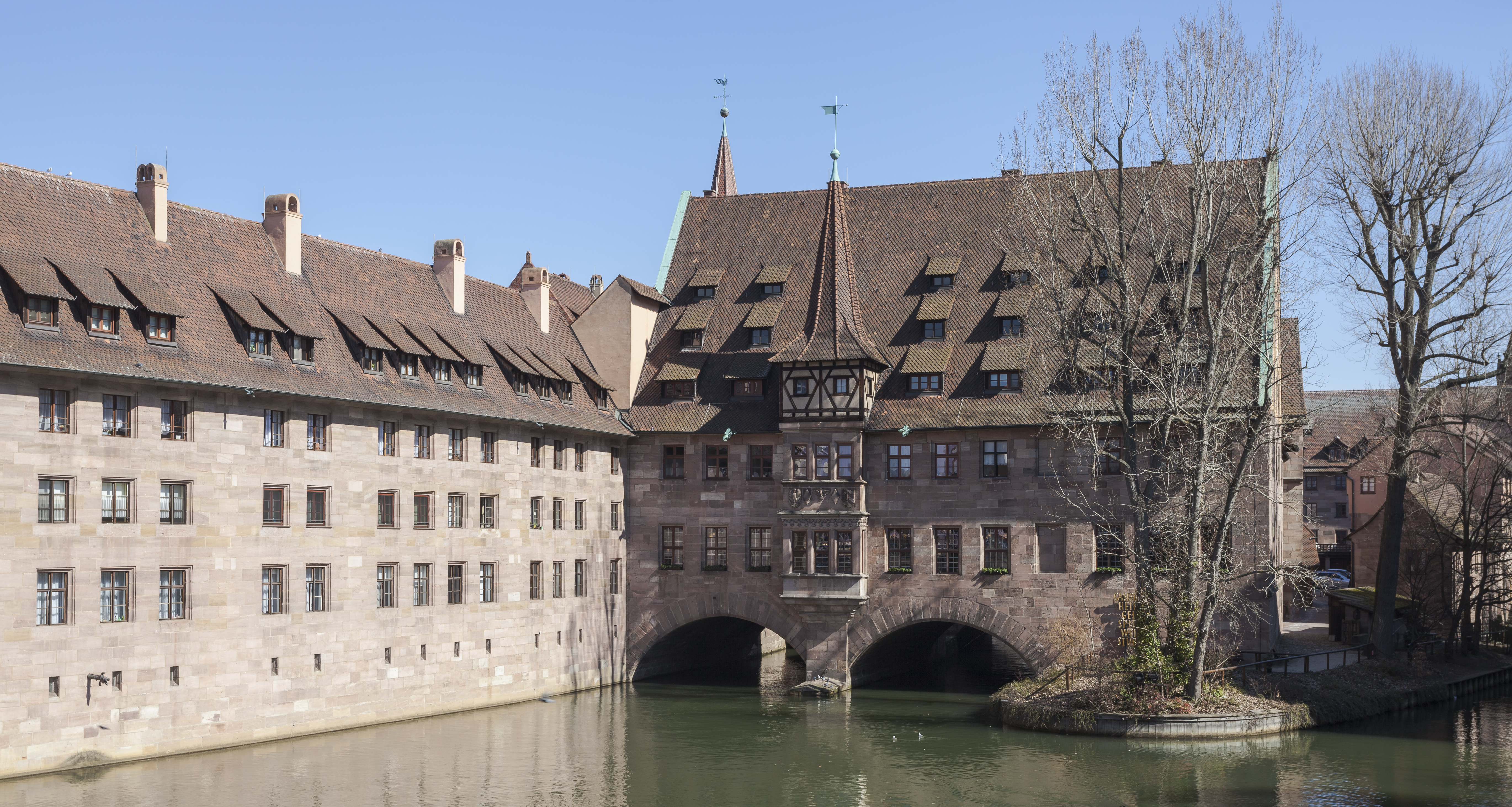
Antiguo Hospicio del Espíritu Santo

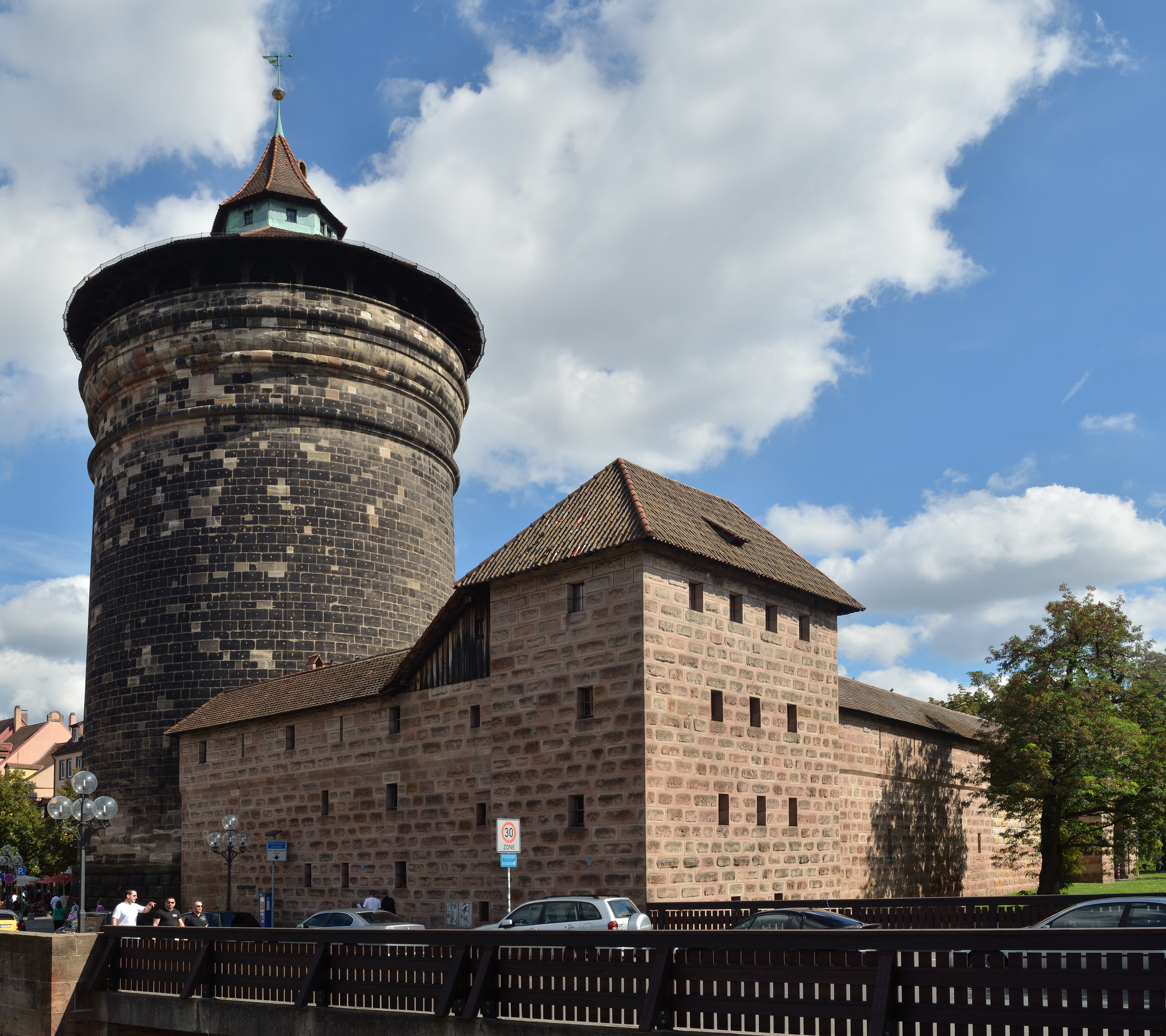
Torre Spittlertor

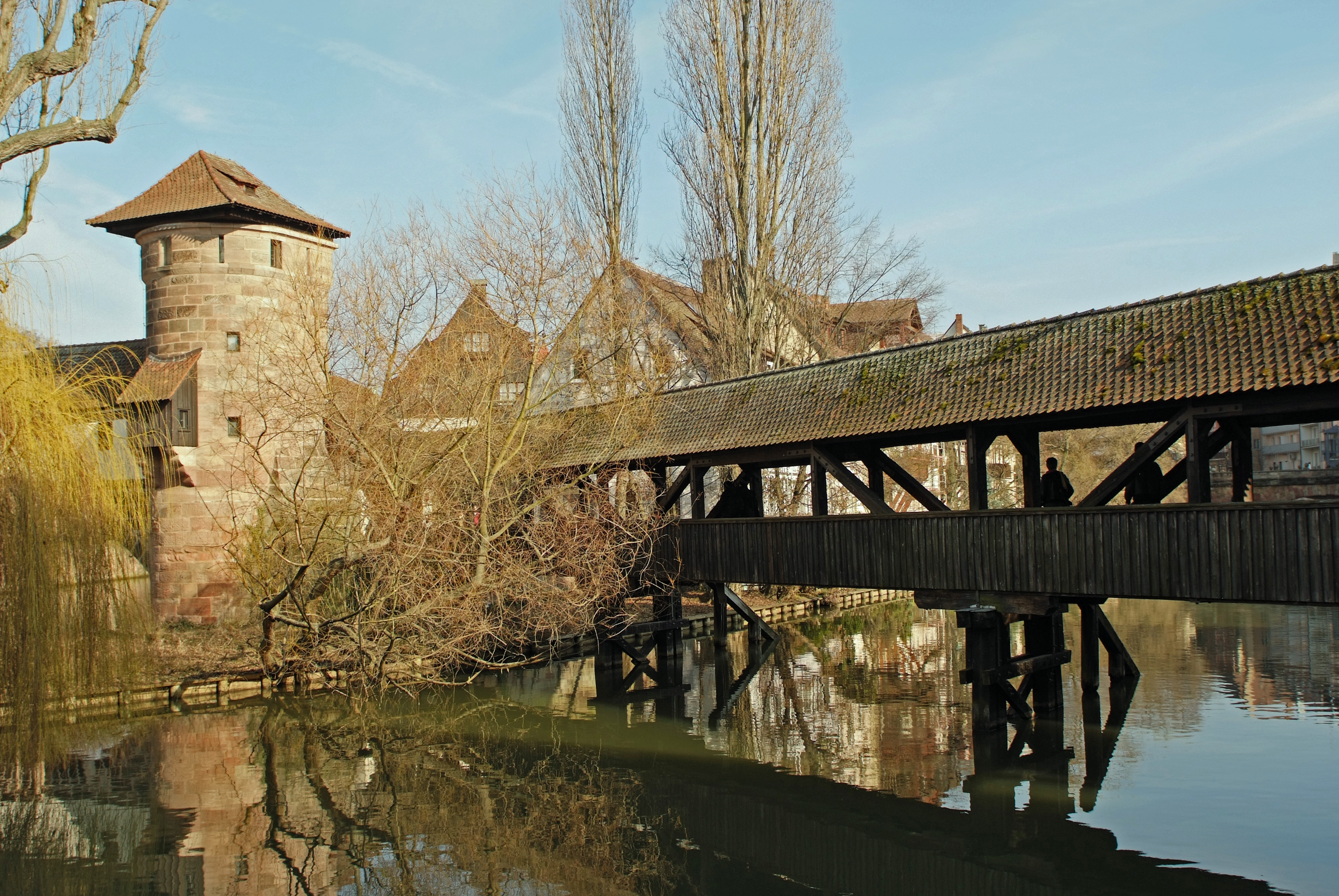
Puente del Verdugo en Núremberg

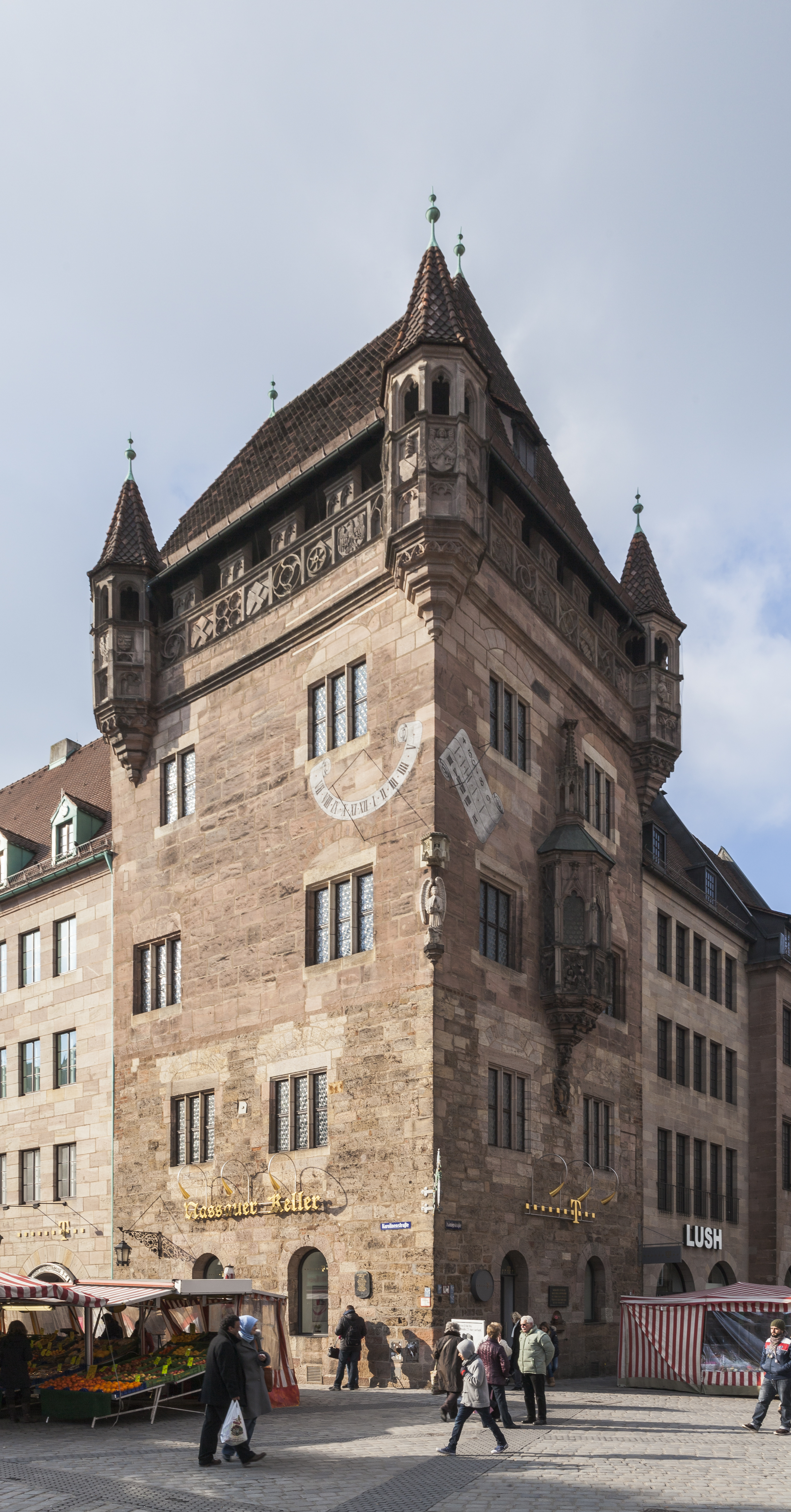
Nassauer Haus

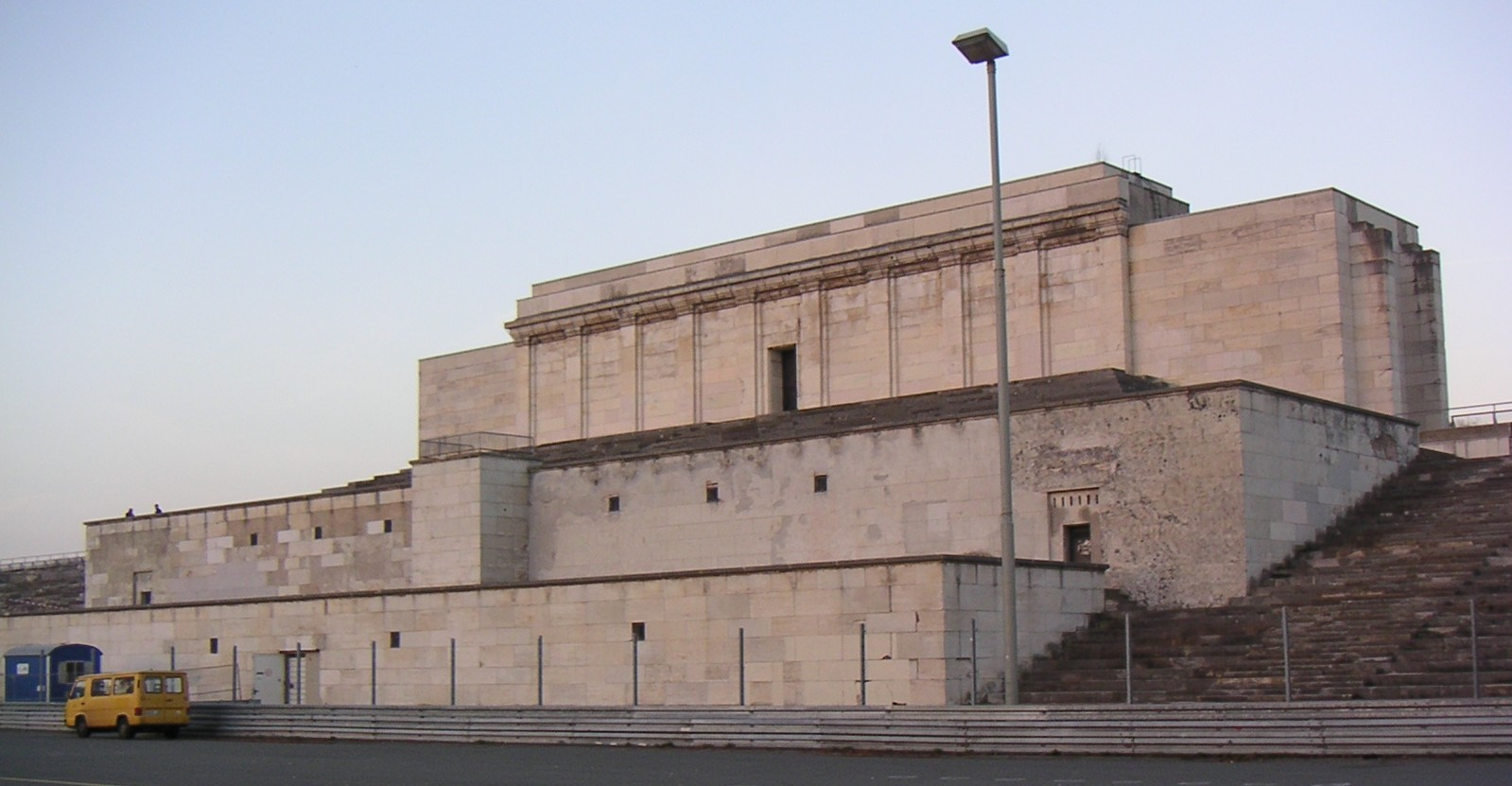
Tribuna del Campo Zeppelín

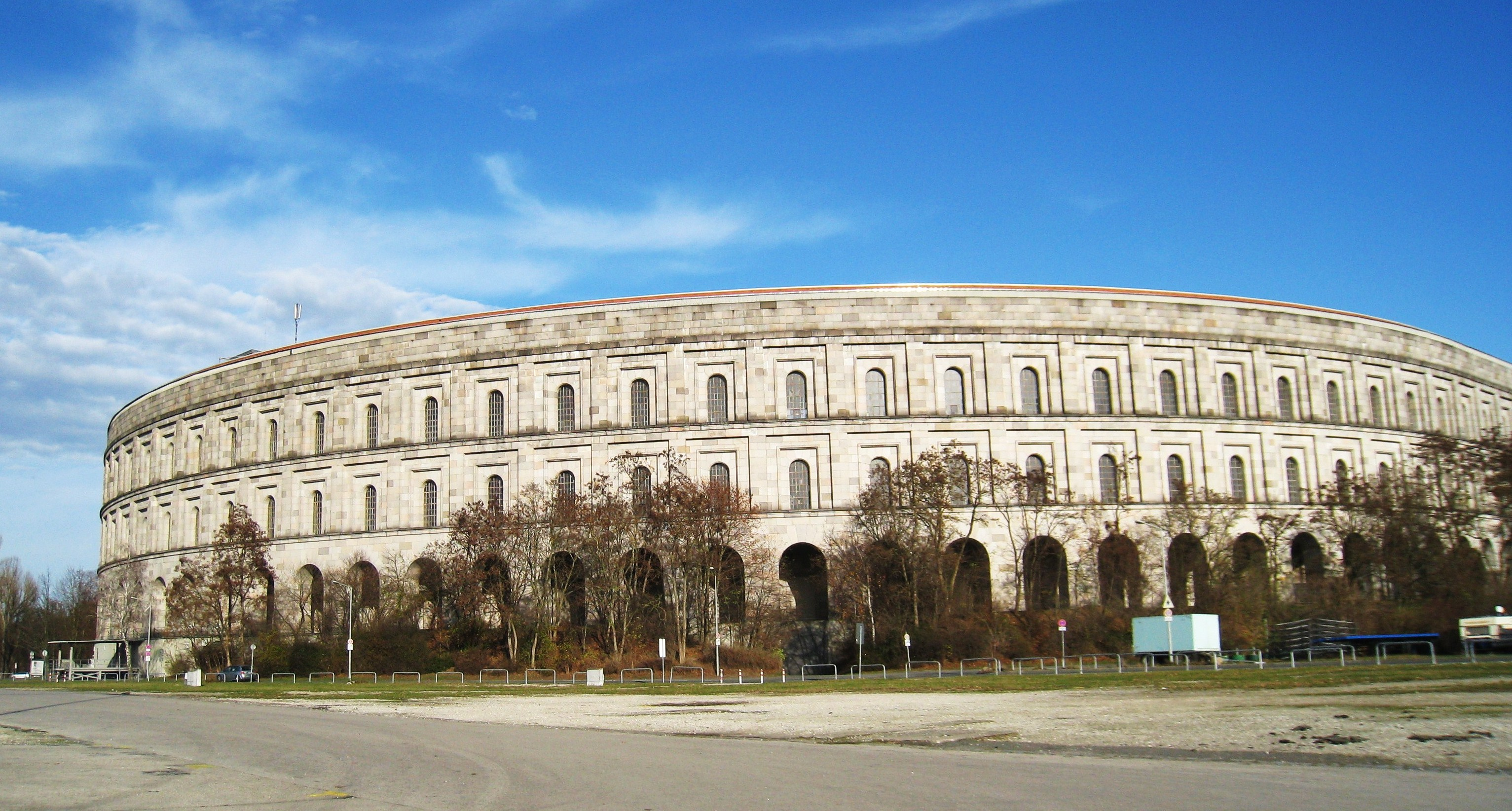
Kongresshalle, previsto para ser sede del congreso del Partido Nazi

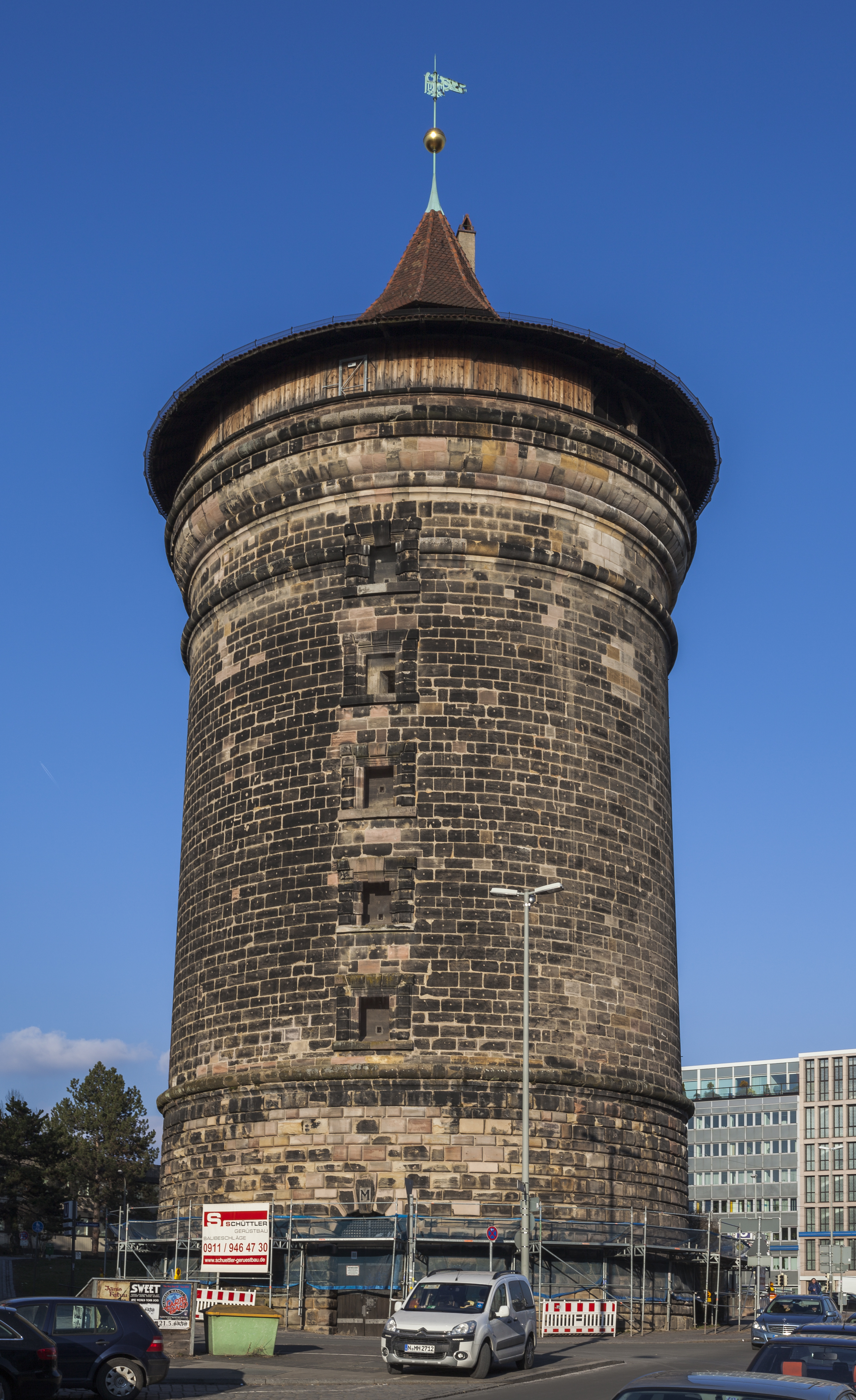
Torre Laufer

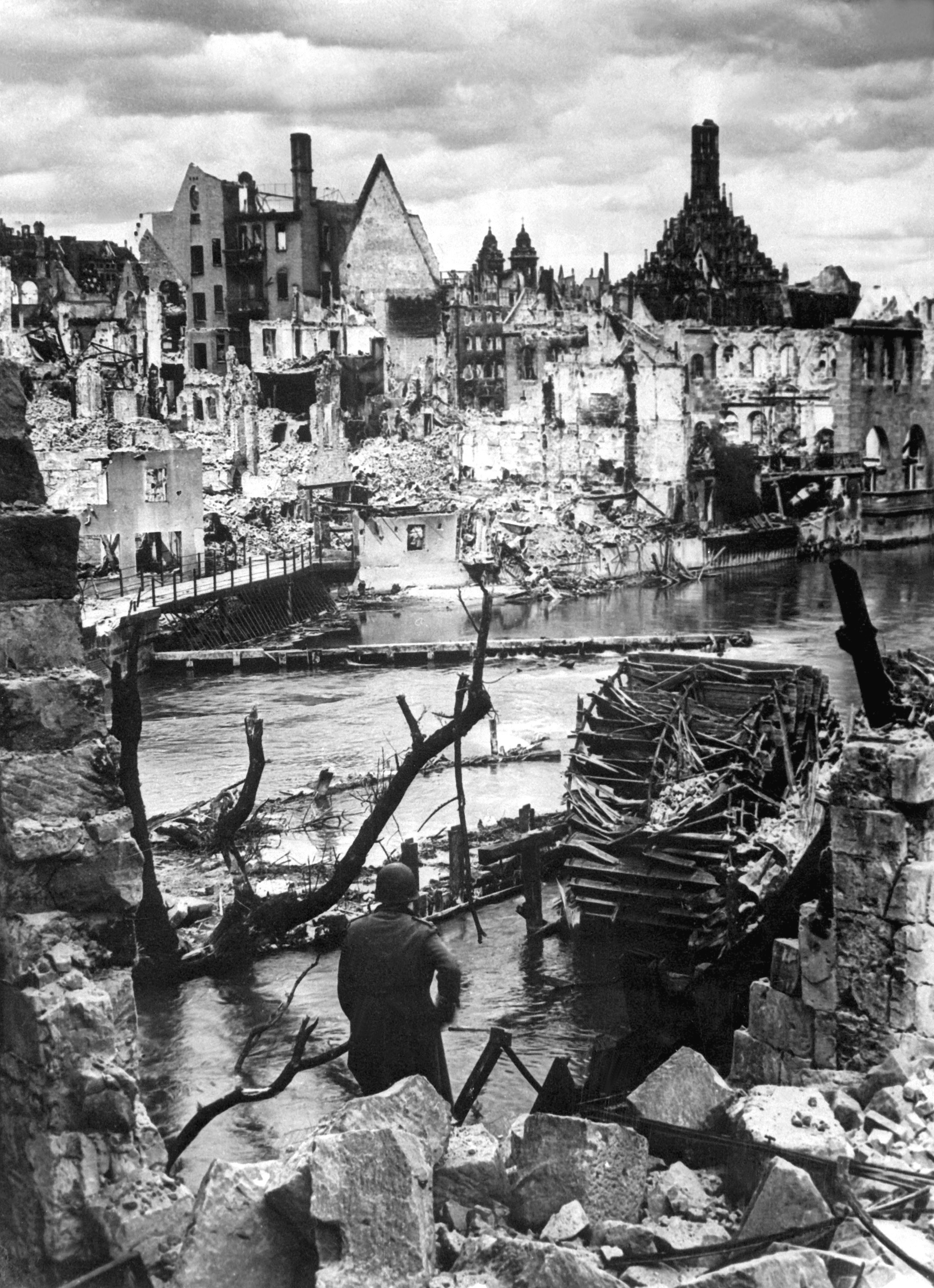
Ruinas en 1945

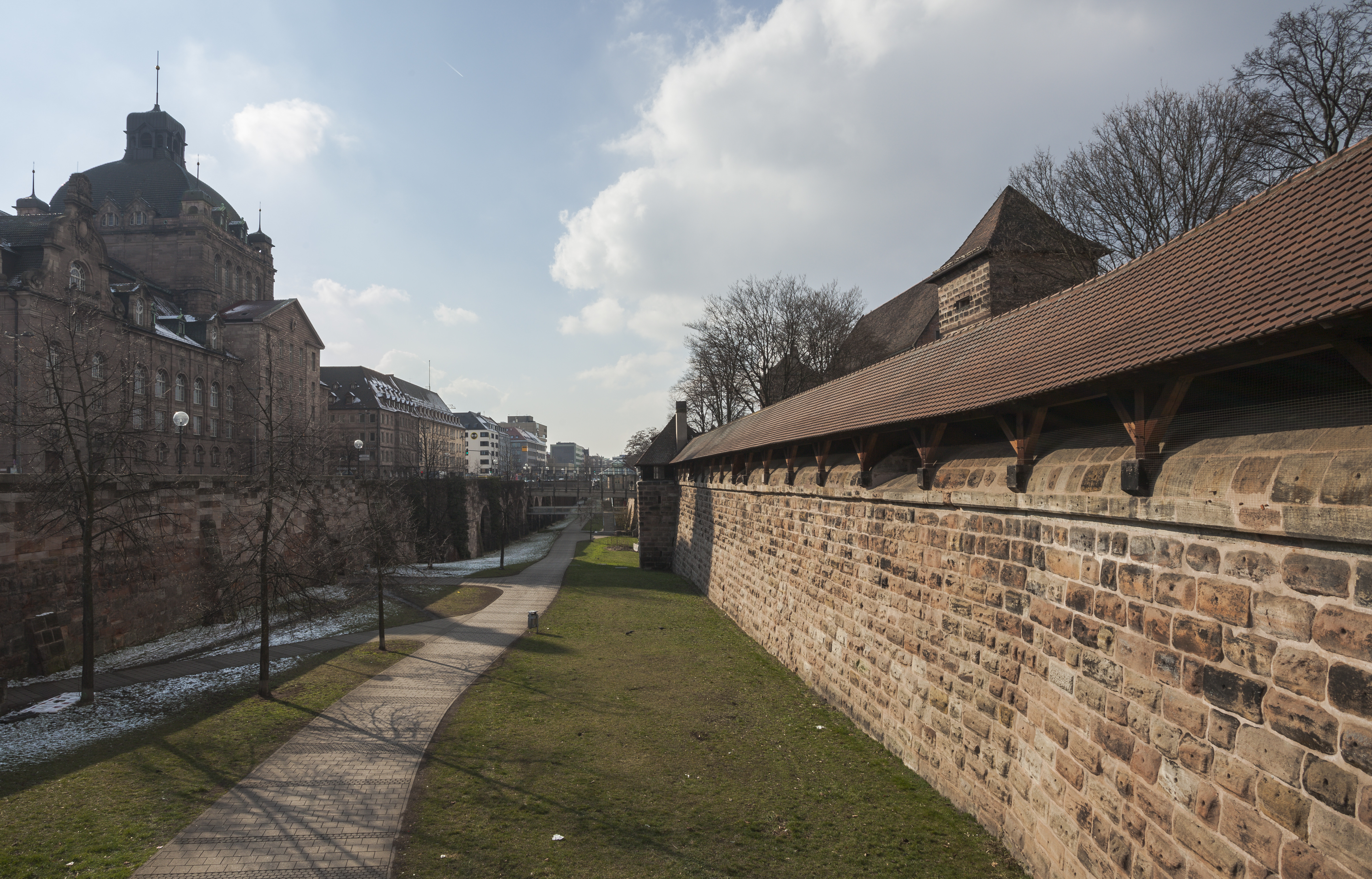
Murallas de la ciudad

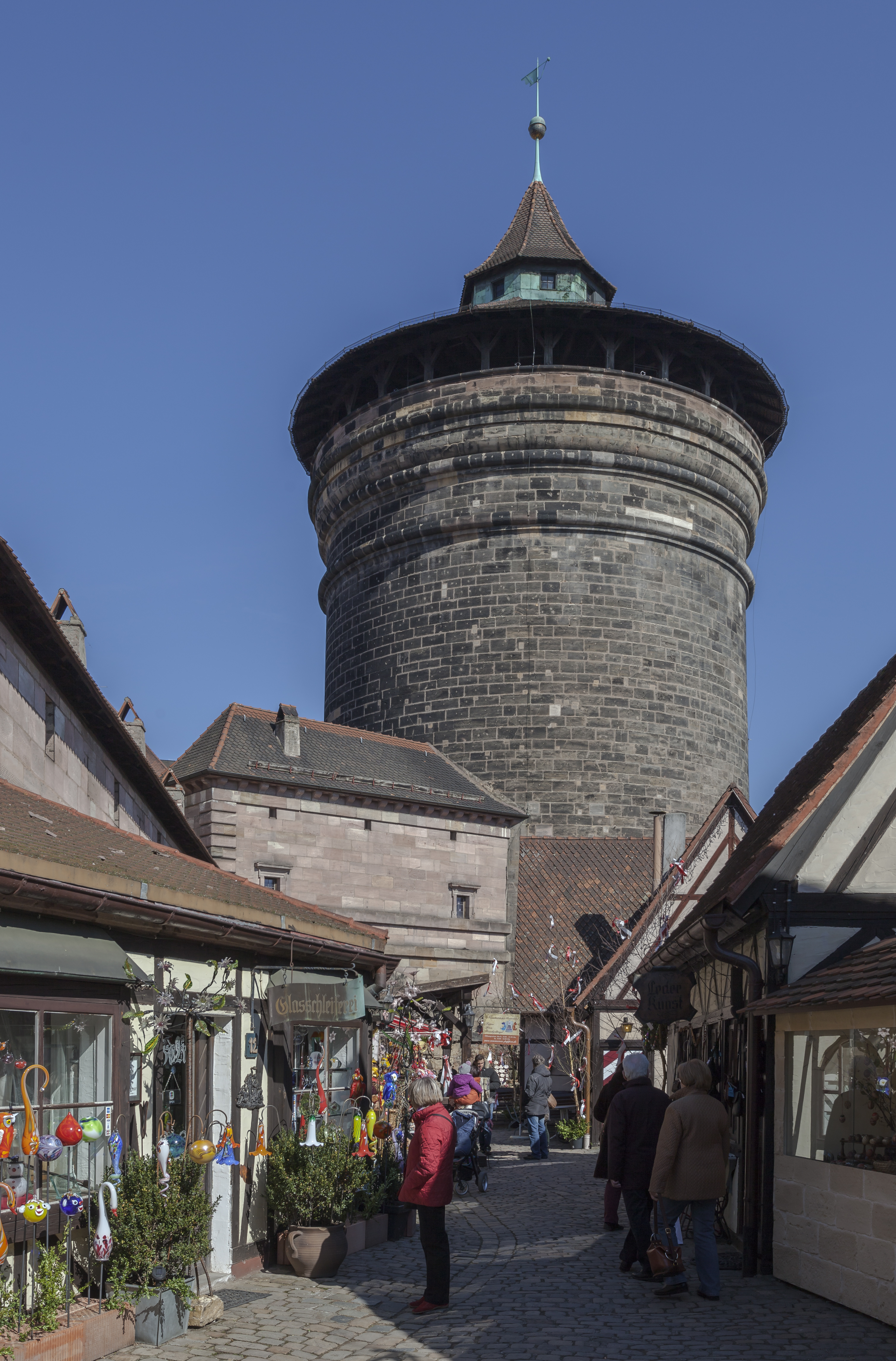
Patio de los Artesanos

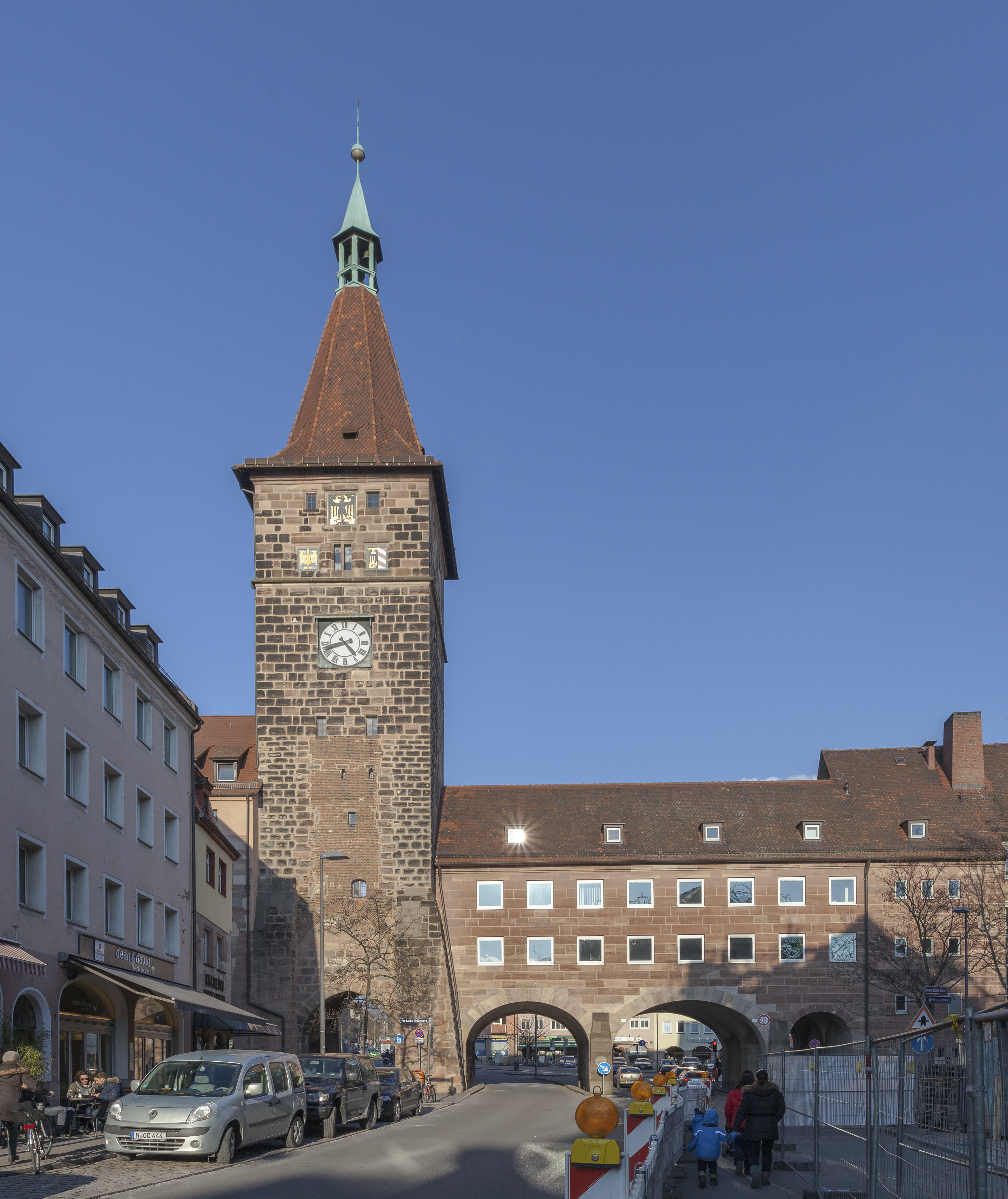
Laufer Schlagtorturm

## Geografía
La superficie de la ciudad, que abarcaba 1,6 km² en 1806, es desde 2010 de 186,4 km². El territorio de la ciudad cuenta con una extensión de 23,5 km de norte a sur y de 21,4 km de oeste al este. Núremberg está rodeada por atractivos bosques y campos de cultivos, que en el año 2012 ocupaban el 16 % y el 22,2 % del territorio, respectivamente. Cuenta con grandes parques como el Cramer Klett Park, con 3,6 ha; el Luitpoldhain, con 22 ha; el Kontumazgarten, con 1,7 ha; el Stadtpark, con 19 hectáreas; el Westpark, con 60 ha; el Wöhrder Wiese, con 14 ha; el Wöhrder See, con 104 ha; el Volkspark Dutzendteich, con 270 ha; el Volkspark Marienberg, con 120 ha; y el Hummelsteiner Park al cual se llega por la calle Langobardenstraße, cerca del colegio Sperberschule.
Núremberg limita al oeste con la ciudad vecina de Fürth y Zirndorf y al sudeste con Stein y Oberasbach. Por el norte con el Knoblauchsland (la tierra del ajo) donde se cultivan cebollas, ajos, lechugas, calabacines, patatas, y otras verduras o frutas. Al norte de la ciudad se encuentra la región boscosa campestre denominada Suiza Francona (Fränkische Schweiz), lugar preferido para caminatas y paseos así como para montañismo.
El casco antiguo de la ciudad de Núremberg está dividido por el río Pegnitz, que hace que algunas de sus calles, sobre todo las más antiguas, tengan forma de canal con puentes y con algunas cuestas pequeñas.
Desde sus inicios, la ciudad se constituyó sobre la base de dos barrios conocidos como San Sebaldo y San Lorenzo, por las iglesias que se hallaban en ellos. Cada barrio contaba con sus propias murallas de protección. La superficie del centro histórico es variable, con calles que se van elevando en dirección al castillo imperial. El casco histórico de Núremberg, donde se encuentra la mayor parte de los museos y edificios históricos se puede recorrer fácilmente a pie. Desde las 10:30 a. m. hasta las 06:30 p. m. el centro de Núremberg se convierte en zona peatonal.
El río Pegnitz nace a casi 80 kilómetros al norte de la ciudad y después de recorrer el centro, discurre hacia la ciudad de Fürth junto con el Rednitz. La ciudad antigua está rodeada por cinco  kilómetros de murallas de piedra construidas en la época medieval y que le confieren una característica especial. Sus cuatro torres y puertas principales (Laufer Tor, Frauen Tor, Spittlertor y Neutor) completan su característica medieval. A pesar de que cerca del 90 % de la ciudad antigua fue destruida durante la Segunda Guerra Mundial, algunos de sus edificios antiguos fueron reconstruidos de acuerdo a los planos originales, con los restos que se pudieron recuperar.
La altitud de Núremberg varía entre los 284 metros sobre el nivel del mar en Kleingruendlach y los 407 m en Brunn. El castillo imperial se halla a una altitud de 352 m sobre el nivel del mar y la estación central de trenes (Hauptbahnhof) a 309 m.
Tanto el casco histórico como los alrededores de Núremberg se pueden recorrer cómodamente a pie o en bicicleta, a través de ciclovías o calles debidamente marcadas. Su antiguo foso fue convertido en ruta de bicicleta, jardines y parques infantiles, que rodean la ciudad antigua. Núremberg forma parte de la red de ciclovías europea que une diversas ciudades entre París y Praga.

## Distintivos heráldicos de la ciudad
Las armas heráldicas de la ciudad (Große Wappen) se muestran en azur con un águila dorada coronada. Este escudo fue utilizado durante el asedio de la ciudad en 1220 y se erigió como el símbolo de la ciudad libre imperial (Reichsstadt). La cabeza del águila tiene forma femenina. En su forma actual estas armas fueron creadas en 1936. Más tarde, en 1963, el consejo municipal las aceptó oficialmente.

## Población
El día 30 de abril de 2019 según la oficina oficial de estadística, Núremberg mantenía una población de 535 890 personas. El 78 % de los habitantes tenía la nacionalidad alemana y el 22,6 %, era de origen extranjero, que provenían de 160 países. De la población total el 48,7 % eran hombres y 51,3 % mujeres. De esta población el 33,5 % se declaraba soltero, el 48,1 % casados, y el 8 % como viudos. Un 10 % de la población se declaró divorciada. En cuanto a la edad de la población, se estableció que las personas de 35 a 64 años constituían el 40 % mientras que los de 25 a 34 años conformaban el 15 % de la población. Las personas de 75 años y más edad constituían el 10 %.
La población extranjera de Núremberg, 118 621 personas a fines de 2016 estaba conformada entre otros por nacionales de:
| - Turquía 18 086 - Grecia 11 288 - Rumanía 10 842 - Italia 6862 - Polonia 5942 - Ucrania 4276 - Croacia 3695 - Federación Rusa 3461 - Bulgaria 3206 - Serbia 2710 - Bosnia y Herzegovina 2555 - Irak 2514 - Kosovo 2101 - España 1786 - Hungría 1582 - Austria 1555 - Estados Unidos 1262 - República Checa 1045 - Vietnam 1154 - China 1237 - India 982 - Macedonia 947 - Azerbaiyán 787 - Francia 744 - Inglaterra 731 | - Etiopía 617 - Portugal 602 - Sri Lanka 448 - Brasil 397 - Colombia 183 - Eritrea 259 - Japón 252 - Corea 215 - Suiza 181 - Filipinas 175 - México 174 - Togo 157 - Canadá 170 - Camerún 143 - Cuba 125 - Israel 99 - Mozambique 80 - Perú 77 - Venezuela 70 - Chile 66 - República Dominicana 48 - Argentina 41 - Ecuador 35 - Paraguay 6 |

## Historia

### Edad Media
El nombre de Núremberg (Norenberc) aparece escrito por primera vez en un documento del 16 de julio de 1050 en latín, que era el idioma oficial administrativo en el Sacro Imperio Romano Germánico. Se trata del llamado «Título de libertad de Sigena», mediante el cual el emperador Enrique II concede el título de persona libre a la señora Sigena, quien era sierva de un noble local, de apellido Richolf.
Según las creencias populares, el patricio Richolf deseaba casarse con Sigena, mujer pobre sometida a servidumbre. Sólo una mujer libre podía dar a luz a personas libres, por lo que Richolf solicitó al emperador que declarase a Sigena persona libre. Después de ser declarada persona libre por parte del emperador, la descendencia de Sigena también nacerían como personas libres.
Entre 1050 y 1571 la ciudad fue visitada periódicamente por los emperadores del Sacro Imperio Romano Germánico, incluido el emperador Carlos V (rey Carlos I de España), en particular por tener que celebrarse allí los Reichstage, las Dietas Imperiales. La corte de los emperadores se reunió muchas veces en el castillo de Núremberg. Las Dietas de Núremberg eran asambleas muy importantes dentro de la estructura administrativa del imperio.
En 1219, Núremberg obtuvo el título de Ciudad Imperial Libre bajo el mandato de Federico II por lo cual sus ciudadanos solo debían pagar contribuciones al emperador. Las ciudades vecinas como Fürth o Bamberg, además de pagar contribuciones al emperador, también tenían la obligación de pagar contribuciones para los obispos y príncipes o condes regentes. Núremberg pronto se convirtió, al igual que Augsburgo, en una de las grandes ciudades comerciales en la ruta desde Italia al norte de Alemania, hacia los estados hanseáticos, como también para los mercados en Asia, como China.
Ya desde el siglo XIVse producen en Núremberg instrumentos científicos de alta calidad y perfección como compases, globos terráqueos, astrolabios, cuadrantes, herramientas que contribuyeron al desarrollo de la cartografía en Europa. Martin Behaim construye en 1492 el globo terráqueo (aún sin el continente americano) gracias a la cooperación de diversos humanistas y científicos como Hieronymus Muenzer, Hartmann Schedel, Hans Glockengießer, Georg Glockendon y Ruprecht Kolberger. Hernando Colón, hijo de Cristóbal Colón, visitó varias veces la ciudad de Núremberg, donde adquirió muchos libros impresos en esta ciudad.
El florecimiento cultural de Núremberg en los siglos XV y XVI convirtió a la ciudad en un centro importante del Renacimiento alemán. En 1525 Núremberg, tras la exposiciones teológicas difundidas por Martín Lutero, aceptó la Reforma luterana, y declaró a la ciudad como protestante. En 1532 el emperador Carlos V promulgó en esta ciudad el acuerdo político con las ciudades de religión protestante conocido como Paz religiosa de Núremberg que reconoció a los de confesión luterana la libertad de practicar su fe protestante. Durante la guerra de los Treinta Años, en 1632 se libró una batalla decisiva entre las tropas suecas de Gustavo II y los soldados de Wallenstein. Tras la guerra, la ciudad se sumergió en una profunda crisis económica.
En el año 1621 se fundó en Núremberg el primer banco público. Los productos fabricados en Núremberg alcanzaron los mercados mundiales, llegando entre otros lugares a China e India a través de Venecia. En la fachada del edificio de la Cámara de Comercio e Industria de la ciudad puede verse un colorido mural grande con dibujos y el lema: «Los productos de Núremberg llegan a todo el mundo». Es famosa la llamada "Goldene Strasse", la "vía del oro", que unía a Núremberg con Praga y desde allí con otras ciudades de Europa del Este.

### 1700-1900
A partir de 1702, con la empresa Verlag Homann propiedad de Johann Baptist Homann, Núremberg contó con una de las editoriales más grandes del mundo especializada en la impresión de mapas y planos de ciudades. Núremberg se convirtió en un centro importante para el desarrollo de conocimientos matemáticos-astronómicos en Europa. Los mapas publicados por la empresa Homann se vendieron en las principales ciudades europeas, desde Trondheim, Escandinavia, Copenhague, Oslo, Danzig, Budapest, San Petersburgo, Ámsterdam, Groninga, hasta Verona, Venecia y Roma. Wolfgang von Strommer estableció que Núremberg "es el epicentro de los inventos y las innovaciones".
En 1868, el compositor Richard Wagner escribió la ópera Los maestros cantores de Núremberg como homenaje a la ciudad, reflejando los principales caracteres y personajes del Núremberg de Alberto Durero y de los maestros de oficios como el legendario zapatero y poeta Hans Sachs.

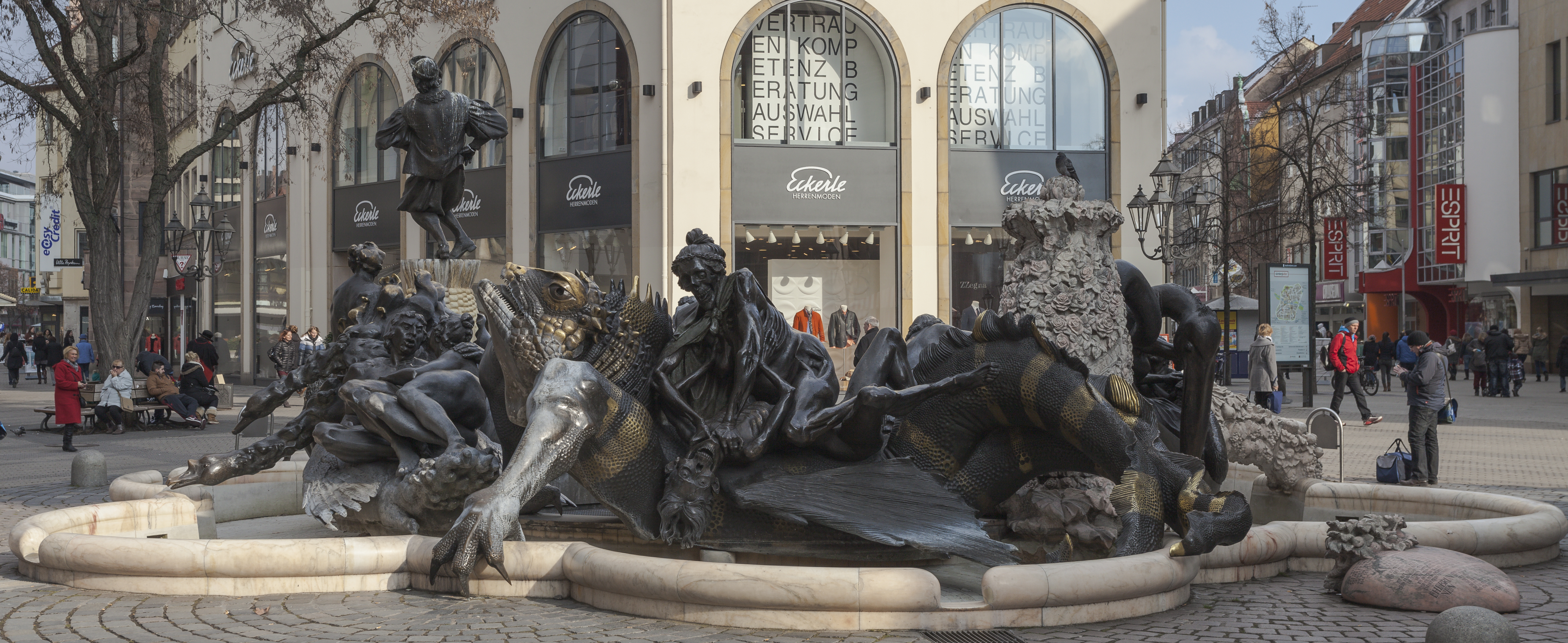
Escultura «Carrusel del matrimonio».

Después de muchas décadas de crecimiento económico e industrial, al comienzo del siglo XIX la ciudad experimentó una gran crisis económica. En 1806, con el Sacro Imperio Romano Germánico casi en estado de disolución, Núremberg pasó a formar parte de Baviera, perdiendo su carácter de ciudad libre imperial. La nueva República de Baviera se hizo cargo de las deudas. A partir de ese momento, la ciudad comenzó a disfrutar de un nuevo desarrollo económico. Probablemente, el momento de mayor esplendor para la ciudad en esta época fue el año 1835, cuando se construyó la primera línea de ferrocarril en Alemania, entre Núremberg y la vecina ciudad de Fürth.

### SigloXX
Por su importancia en el Sacro Imperio Romano Germánico y por su significado histórico-cultural en el germanismo, en el siglo XX la ciudad fue elegida por Adolf Hitler como sede para los congresos del Partido Nacionalsocialista Obrero Alemán (Reichsparteitag). Se consideraba a Núremberg como la "ciudad joya" o ciudad tesoro de Alemania. Hitler quiso apropiarse de la simbología especial de Núremberg en la Edad Media como ciudad en la que el emperador, después de haber sido elegido, debía celebrar su primera Dieta Imperial.
En la ciudad residía el fanático propagandista antisemita Julius Streicher, docente de escuela y editor del periódico semanal Der Stürmer quien difundía asiduamente su lema Die Juden sind unser Unglück! («¡Los judíos son nuestra desgracia!») e impulsaba el odio contra los judíos publicando historias falsificadas que los acusaban de cometer muchos delitos contra la población aria del país. Gran parte de la industria local durante los años de la Segunda Guerra Mundial fue obligada por el régimen de Hitler a participar de la producción militar.
La mayoría de la población de Núremberg, a diferencia de otras ciudades en Alemania, no se identificaba con la ideología y los ideales nacionalsocialistas. Pero el régimen y sus representantes locales hicieron todo lo posible para presentar a Núremberg ante el mundo, como «la ciudad más alemana» de todo el país y la más leal al partido Nazi».
A las concentraciones del Partido Nazi, celebradas anualmente entre 1927 y 1938 (ver Congresos de Núremberg) acudían cientos de miles de militantes y simpatizantes del Partido Nacionalsocialista Obrero Alemán (NSDAP por su sigla en alemán) de todo el país así como invitados especiales del extranjero, como activistas nazis y representantes diplomáticos.
Las celebraciones realizadas en el Campo Zeppelín (así llamado porque en 1923 se realizaron pruebas aéreas en homenaje al pionero de la aviación alemana Ferdinand von Zeppelin) durante el congreso nacionalsocialista de 1934 fueron rodadas por Leni Riefenstahl en su película propagandística El triunfo de la voluntad. En ese mismo año, el arquitecto del Tercer Reich, Albert Speer diseñó la tribuna, lugar desde el cual Hitler ofrecía sus más importantes discursos para fortalecer el carácter antisemita de Alemania y el III Reich.
En Núremberg el régimen nacionalsocialista construyó una réplica en tamaño doble del Coliseo de Roma, para servir como sede de los congresos del NSDAP, con capacidad prevista para 50.000 personas. A causa de la guerra el edificio no fue terminado tal como se había diseñado. Hoy ese edificio alberga al Centro de Documentación sobre la Historia de los Congresos del partido. Dokumentationzentrum Reichsparteitagsgelände (más conocido como Dokuzentrum). Allí se puede visitar la exposición permanente sobre los orígenes del antijudaísmo en Alemania, la fundación del partido nazi, el ascenso de Hitler al poder, los crímenes contra los judíos, las persecuciones a grupos críticos al nacionalsocialismo como los comunistas, los socialdemócratas, los intelectuales democráticos. Se documenta el desarrollo del holocausto en Europa. Los bloques de granito para la construcción de este coloso fueron trabajados por prisioneros de guerra y trabajadores forzados asignados a empresas locales, y fueron transportados desde el campo de concentración de Flossenbürg.
Muy cerca del Dokuzentrum se hallan el parque Luitpoldhain con su Ehrenhalle y restos ruinosos del Campo de Marte que durante los días del congreso del Partido Nazi, entre otras cosas, se utilizaban para juegos militares a fin de fomentar el espíritu beligerante de los espectadores. A los actos asistían cerca de un millón de personas. Del área de los congresos del partido nazi existen la tribuna de Zeppelin, una réplica del Palacio de Pérgamo desde el cual Adolf Hitler ofrecía sus discursos ante masas expectantes. Toda el área de los congresos puede visitarse actualmente a pie o en bicicleta. En toda la zona del área de congresos del Partido Nazi existen paneles informativos sobre dichas edificaciones.
Junto a Berlín, Essen, Düsseldorf, Hamburgo y Múnich, Núremberg fue una de las ciudades alemanas que sufrió mayores destrucciones por los bombardeos de los Aliados durante la guerra, posiblemente solamente superada por Dresde. Los bombardeos se realizaron entre 1943 y 1945, siendo uno de los más graves el del 2 de enero de 1945 donde perecieron 6.000 civiles, 100.000 quedaron sin hogar y el 90% de la ciudad medieval fue destruida. La ciudad finalmente fue ocupada el 20 de abril de 1945 por el Séptimo Ejército de los Estados Unidos de Norteamérica tras cinco días de resistencia.
Finalizada la Segunda Guerra Mundial, de 1945 a 1946 la Sala 600 del Palacio de Justicia de Núremberg fue escenario de los Juicios de Núremberg contra los jerarcas nazis, que culminaron con la condena a muerte de algunos de ellos. Se juzgó inicialmente a funcionarios del partido y del gobierno. Posteriormente se juzgó a médicos, juristas e industriales que apoyaron la política de los nazis.

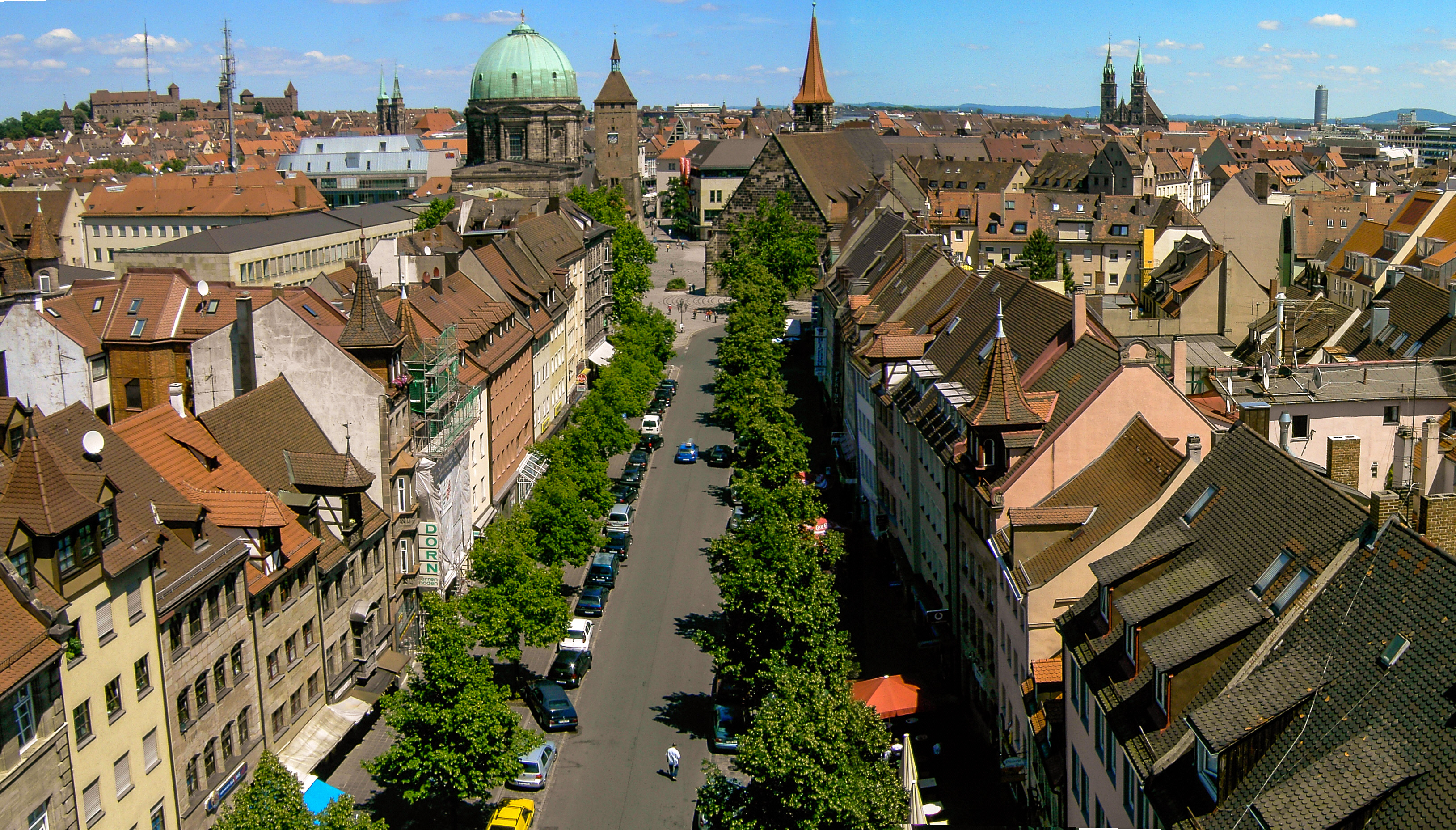
Panorama de la ciudad

## Política
El gobierno local de Núremberg lo ejerce un Consejo Municipal compuesto por 70 miembros elegidos en elecciones democráticas con participación de partidos políticos de distintas tendencias. En el 2020 la mayoría del Consejo está constituida por representantes del Partido Unión Social-Cristiana (CSU, 22 concejales), seguido por el Partido Social Demócrata (SPD, 18), el Partido Verde (Die Grünen, 14), el grupo AFD (4), el Partido de Izquierda (Die Linke, 3), Los electores libres (Freien Wähler, 2); el Grupo Ecológico Democrático (ÖDP, 2), el Partido Liberal (FDP, 1), el Grupo de los Buenos (Die Guten, 1), el Grupo Politbande (Banda política 1), el grupo Die Partei/Piraten (El partido/los piratas, 1) y el grupo Linke Liste (Lista de izquierda, 1). Su mandato dura hasta el 30 de abril del 2026.
En 2014 el economista socialdemócrata Dr. Ulrich Maly fue reelegido como alcalde de Núremberg. Como segundo alcalde actúa el también socialdemócrata Christian Vogel y como tercer alcalde el social-cristiano Dr. Klemens Gsell. Ulrich Maly fue ratificado como alcalde en las elecciones comunales de marzo de 2014, hasta abril de 2020. Entre los 70 concejales en 2014 fue elegido el ciudadano español Antonio Fernández Rivera, por el partido socialdemócrata. Fernández Rivera ha aportado bastante a la integración de los emigrantes españoles a la sociedad alemana en Núremberg. El Dr. Ulrich Maly desistió de volver a candidatear como alcalde, considerando que 18 años en esta posición es ya bastante tiempo, y que es mejor dar oportunidad a los políticos más jóvenes.
En las elecciones comunales de marzo de 2020 fue elegido como alcalde el político social-cristiano Marcus König, quien desde 2017 ejercía como director de una filial del banco Commerzbank. König ya formaba parte del Concejo Municipal desde mayo de 2008.
Paralelamente al parlamento municipal, existe en Núremberg el Consejo de Integración, que incluye a representantes de los emigrantes tanto de África como de Europa, Asia y América Latina y actúa como consejo asesor de las diversas comisiones de concejales. Este se ocupa de asuntos relacionados con la integración de los emigrantes y los alemanes retornados de Europa del Este, como facilitarles cursos del idioma alemán, reconocimiento de títulos académicos obtenidos en el extranjero, acciones en contra del racismo y la discriminación, etc. El Consejo de Integración tiene su sede en la llamada Casa Internacional de Núremberg, en el antiguo edificio de Heilig-Geist-Haus.

## Instituciones públicas
Existen varias oficinas locales de servicios e información y atención a la ciudadanía.
- Oficina de información ciudadana, Bürgerinformationszentrum, calle Hauptmarkt 18. Informaciones referentes a trámites en el Ayuntamiento, registro civil, actividades culturales, etc.
- Oficina de registro de residentes, Einwohneramt. En esta entidad se deben empadronar todas las personas que vienen a vivir a la ciudad, incluso los ciudadanos de la Unión Europea. Calle Äußere Laufer Gasse 25.
- Agencia de Empleo, ARGE. Ofrece asesoramiento para obtener trabajo en la ciudad. Calle Richard-Wagner-Platz n.º 5 Tel. 0911-529 3737
- Oficina de Ayuda e Integración Social. Brinda apoyo para obtener ayuda social de parte de la Municipalidad ante situaciones de enfermedad, pérdida de empleo, marginación social, etc. Calle Frauentorgraben 17.
- Oficina de atención a la niñez, la juventud y la familia, calle Dietzstr. 4.
- Departamento de Relaciones Internacionales, Amt für Internationale Beziehungen Se encarga de mantener el contacto con todas las ciudades hermanas de Núremberg y organizar con ellas actividades sociales, culturales entre otras. Calle Hans-Sachs-Platz 2, 2.º piso.
- Departamento de cultura y tiempo libre. Calle Gewerbemuseumplatz 1.
- Oficina de atención a la tercera edad y asuntos geriátricos. Hans-Sachs-Platz 2, 1.er piso.

En la ciudad de Núremberg también tienen su sede diversas entidades estatales federales y regionales:
- Bundesagentur für Arbeit, Agencia Federal para el trabajo.
- Bundesamt für Migration und Flüchtlinge, Agencia Federal para Migración y Refugiados
- Hauptzollamt, Aduana principal
- Institut für Arbeitsmarkt- und Berufsforschung der Bundesagentur für Arbeit, Instituto para investigaciones del mercado laboral y profesional de la Agencia Federal para el trabajo
- Bundesfinanzdirektion Südost, Dirección federal de finanzas Südost
- Regionaldirektion Bayern der Bundesagentur für Arbeit, Dirección regional de Baviera de la Agencia Federal para el trabajo.
- Wasser- und Schifffahrtsamt Nürnberg, Autoridad para el agua y transporte de barcos.
- Ministerio Bávaro de Finanzas, Desarrollo y Patria (Bayerisches Staatsministerium der Finanzen, für Landesentwicklung und Heimat) en la calle Bankgasse N.º 9.
- Ministerio Bávaro de Salud y Aseo (Bayerisches Staatsministerium für Gesundheit und Pflege), en la calle Gewerbemuseumsplatz 2.

## Economía

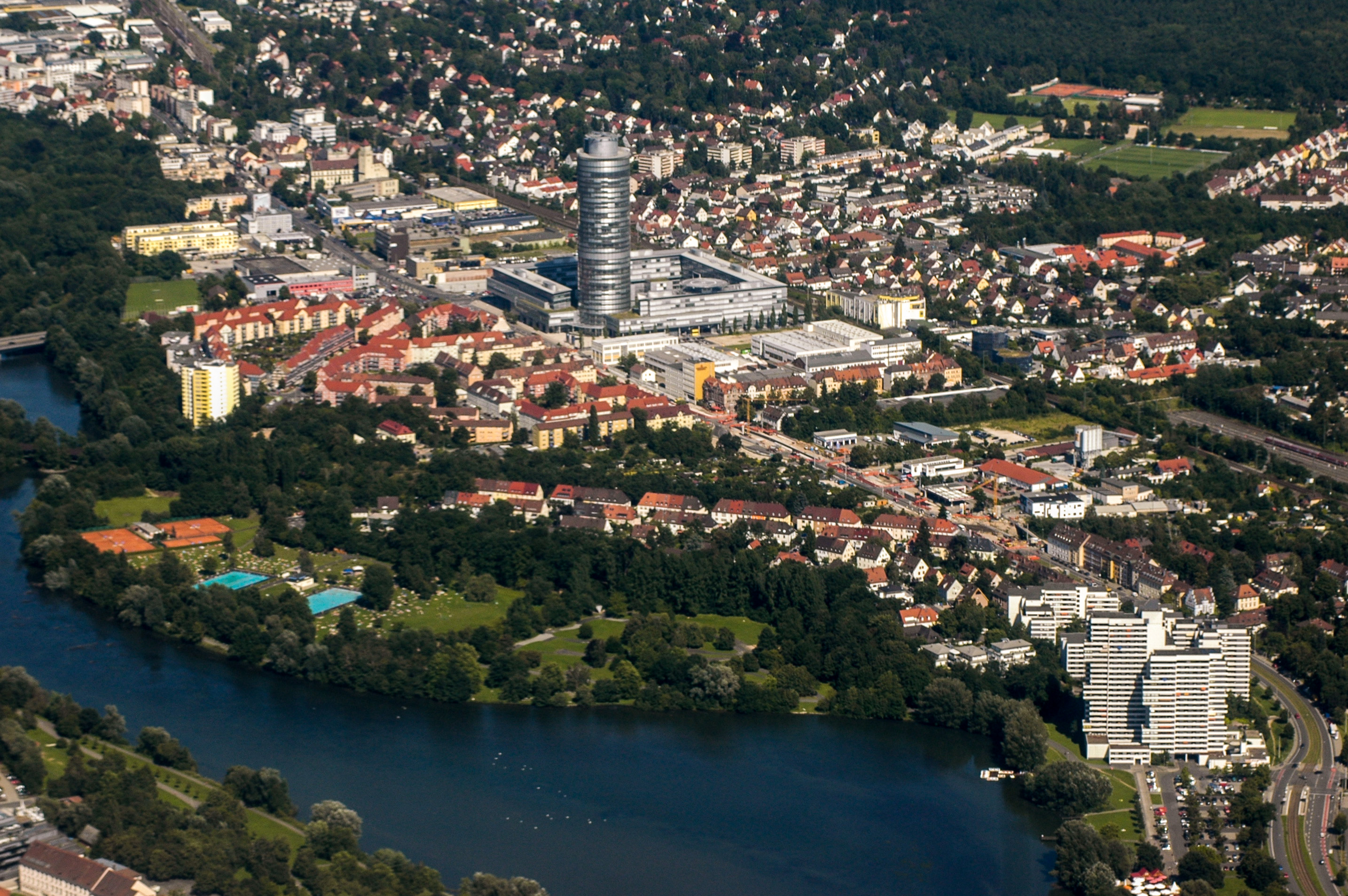
Vista aérea de la ciudad

Núremberg cuenta con una larga tradición artesanal y comercial desde la Edad Media. En 2012 la ciudad se ubica en cabeza entre los centros de alta tecnología en Europa. Sus campos fuertes se centran en la tecnología informática y en el desarrollo de soluciones técnicas en las áreas de transporte, energía y técnica para la medicina. Asimismo la industria gráfica es uno de los campos más desarrollados en Núremberg.
Desde el siglo XVII los artesanos producían, entre otras cosas, lápices, lapiceros y bolígrafos en Núremberg, que en los tiempos modernos se asocian a marcas como Faber-Castell, que produce más de 1800 millones de lápices al año.
El área metropolitana de Núremberg fue reconocida como Región Metropolitana Europea, por resolución de la conferencia de ministros federales de planificación territorial el 28 de abril de 2005. En esa región, que incluye además de Núremberg las ciudades vecinas de Erlangen, Fürth, Schwabach, y Roth, viven más de 2,5 millones de personas y se genera un PIB de 68 000 millones de euros (2006).
La región metropolitana de Núremberg no solo impulsa la producción y el consumo de productos regionales sino que también fomenta muy activamente la competencia internacional y las relaciones de cooperación económica con las economías emergentes de China, India y Brasil.

### Firmas de renombre internacional con sede en Núremberg
| - Adidas - Alcatel-Lucent - Areva - brose técnica para automóviles. - Cherry GmbH - Datev - Faber-Castell - GFK - Grundig | - MAN - Nürnberger Versicherung - OBI - Playmobil - Rexroth - Schwan-Stabilo - Siemens - Staedtler - UVEX |

La ciudad de Núremberg es la sede de la empresa organizadora de ferias internacionales conocida como "Nürnberg Messe", que cada año reúne en sus instalaciones a miles de personas en las 120 ferias internacionales tanto de productos biológicos (BioFach), como de juguetes (Spielzeug), de bebidas, de madera, de consumo, de esparcimiento, etc. En el año 2018 un total de 1 547 212 personas participaron o visitaron las ferias especializadas en la ciudad La Nürnberg Messe cuenta con filiales en diversos países del mundo, como India, Estados Unidos y Brasil.
En la ciudad existen 274 592 viviendas (año 2012) de las cuales el 50 % están ocupadas solo por una persona, mientras que el 28,5 % están ocupadas por dos personas y con tres personas o más, el 21,4 % de las viviendas.
En el 2012 el aeropuerto de Núremberg atendió a 3 602 459 pasajeros. Otras miles de personas llegaron a través de 599 barcos que los trajeron al puerto de la ciudad.
Núremberg cuenta con 155 hoteles con una capacidad de 15 924 camas. En 2011 se produjeron 2 518 490 pernoctaciones en Núremberg. La mayoría de los visitantes extranjeros provino de Italia, Estados Unidos, Austria, Inglaterra, Irlanda y Holanda, entre otros países.
En 2017 del total de habitantes de la ciudad, 305 764 personas eran trabajadores activos. El porcentaje de personas sin empleo en el 2017 llegaba al 5 %. El 0,4 % trabajaba en la agricultura,la pesca y la reforestación, el 20,3 % en la producción industrial, el 22,5 % en el comercio, el transporte, hotelería y gastronomía, y el 56,8 % en otros servicios.

## Medios de información
En la ciudad de Núremberg se publican los diarios Nürnberger Nachrichten" y Nürnberger Zeitung que además de documentar los acontecimientos locales, abarcan también los sucesos a nivel regional de Franconia Central y noticias a nivel nacional.
El municipio publica por su parte la revista Nürnberg Heute ("Núremberg hoy") que puede obtenerse en todos los centros culturales del Ayuntamiento. Desde 1994 se publica la revista mensual Straßenkreuzer ("Los que cruzan la calle") por la asociación que lleva el mismo nombre, y que es vendida por personas sin vivienda, desempleados y personas de escasos recursos económicos. Esta revista difunde temas relacionados con la problemática social. Existen también diversas publicaciones deportivas.
Muchas emisoras de radio tienen su sede en Núremberg. Entre ellas se destaca Radio Z, medio de comunicación radial autogestionario.[cita requerida]

## Comercio justo
En la ciudad existen diversas organizaciones que participan del comercio justo y lo promueven en diferentes niveles, vendiendo productos de grupos de productores de África, Asia y América Latina. Además de apoyar una política de salarios justos para los productores, se intenta crear conciencia en la sociedad sobre las injusticias que hay que eliminar en el comercio internacional. También promueven la aplicación de políticas de trabajo y sueldos dignos.
Los más conocidos centros de comercio justo son:
Lorenzer Laden, Lola, calle Nonnengasse 18, 90402 Nürnberg. Fue fundado en 1981 al interior de una comunidad de base de la iglesia luterana local de San Lorenzo. Con sus ganancias apoyan proyectos de ayuda social en Sucre, Bolivia.
Fenster zur Welt, calle Vordere Sterngasse 1. Organización originada al interior de la comunidad católica.
En estas “tiendas“ se ofrece café de Colombia, quinua de Perú y Bolivia, miel de abeja de México, artesanía popular de Tanzania, entre otros productos como música, textiles, cerámica, bebidas, etc de todos los continentes.

## Bancos y cajas de ahorro
El 13 de septiembre de 1422 el emperador del Sacro Imperio Romano Germánico Segismundo de Luxemburgo autorizó a Núremberg como Ciudad Libre Imperial a emitir sus propias monedas. Este derecho se mantuvo hasta 1806.
En 1621 se creó en Núremberg un “Banco Público”, siguiendo modelos ya aplicados en Venecia, Ámsterdam y Hamburgo. Este banco funcionó hasta 1827, cuando el gobierno de Baviera determinó su cierre.
En 1821 Johannes Scharrer fundó en Núremberg una Caja de ahorro “Sparkasse”, acción que rápidamente se extendió en casi toda Baviera.
En Núremberg existen en el año 2014 sedes de bancos locales, nacionales e internacionales así como cajas municipales de ahorro.

## Gastronomía

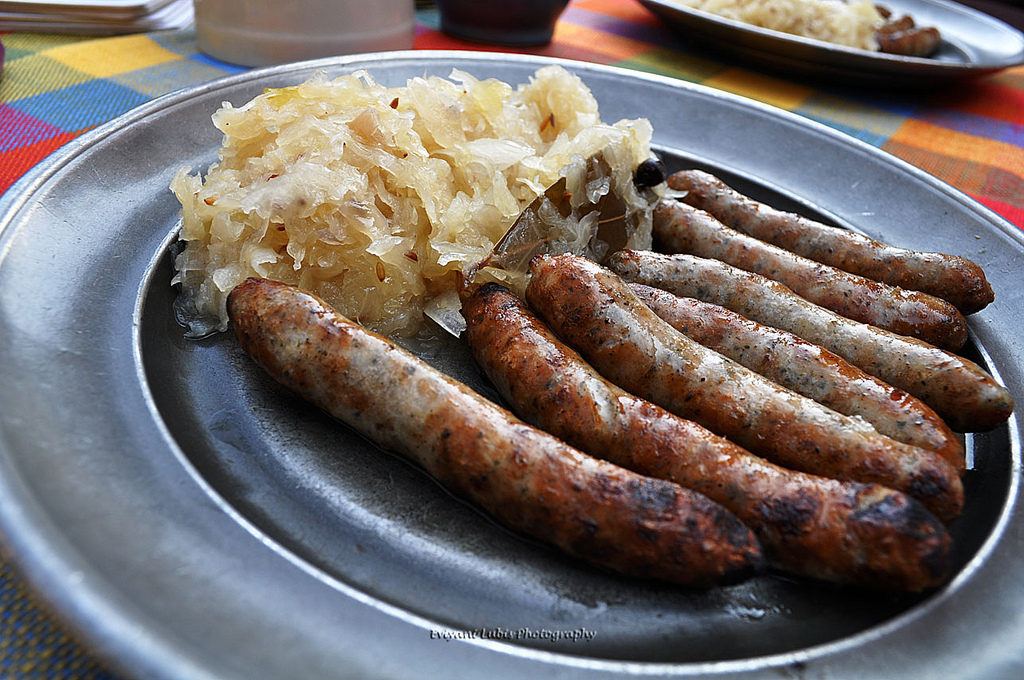
Salchichas de Núremberg

En Núremberg son muy conocidas las salchichas pequeñas denominadas Nürnberger Rostbratwurst elaboradas por primera vez en los años 1300. Estas salchichas se preparan con carne de cerdo, tocino, sal, pimienta y orégano. Después de ser asadas a la parrilla se ofrecen dentro de un pan. Pueden adquirirse con facilidad en los puestos callejeros y en los restaurantes alrededor de la plaza central (Hauptmarkt).
En la ciudad se puede disfrutar además de la cocina tradicional de Franconia Central y de Alemania, comida italiana, turca, china, española, francesa, peruana, colombiana, japonesa, entre otras. Si se desea disfrutar la comida y la cerveza regional puede visitarse la cervecería antigua Barfüßer, en la calle Hallplatz 2. También son muy típicos en Núremberg los llamados Biergärten, o jardines de cerveza, restaurantes que ofrecen cerveza y comida en una terraza o jardín, en los meses de primavera y verano principalmente.

## Salubridad

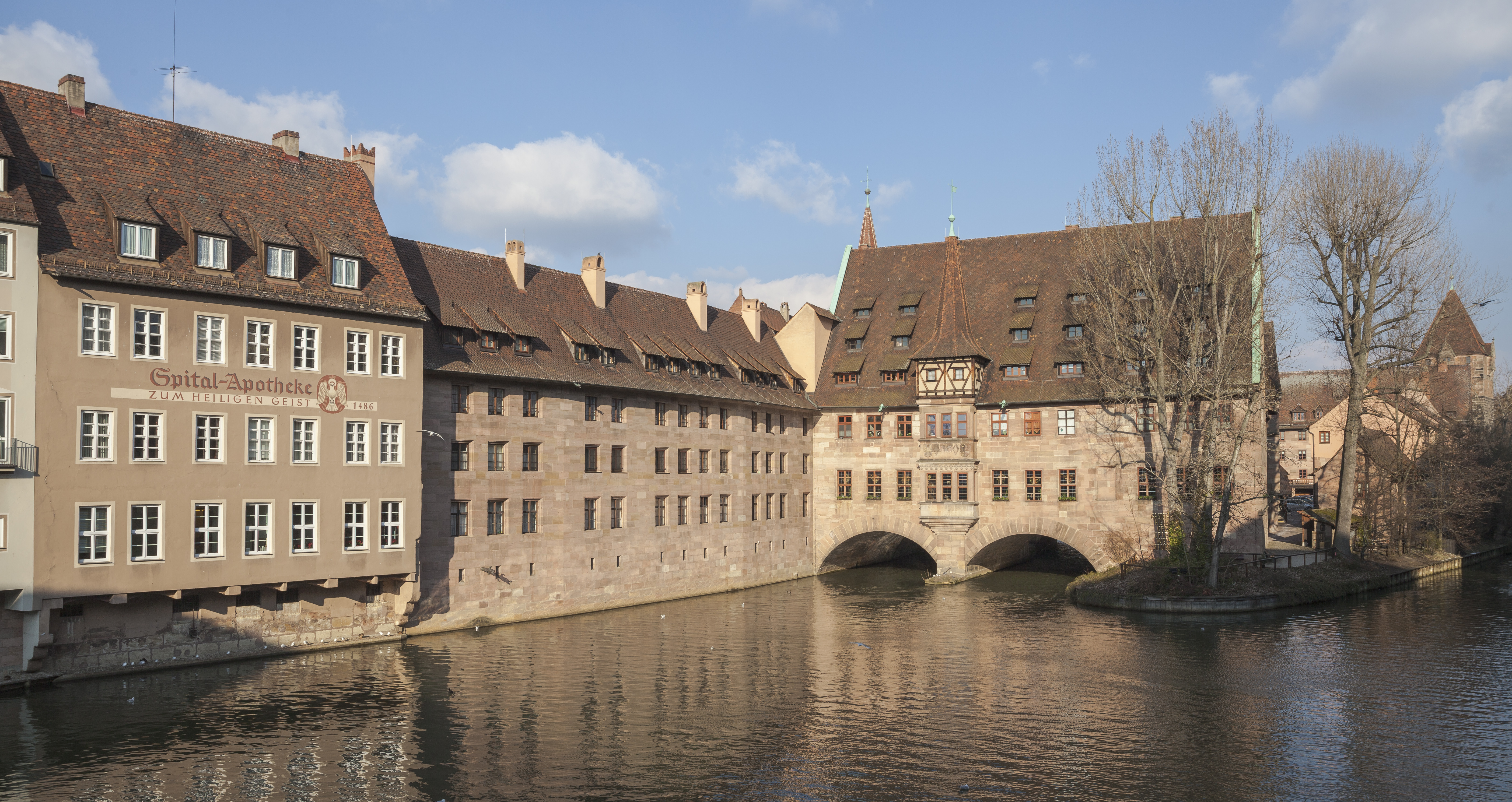
Hospital del Espíritu Santo, Núremberg.

En Núremberg existen 15 centros médicos entre hospitales y clínicas, que ofrecen 3459 camas para hospitalización de enfermos. El sistema de salud cuenta con 1198 médicos en las clínicas locales. Además existen 1256 médicos que ejercen en sus consultorios particulares, entre ellos 288 de medicina general y 776 médicos especialistas. Además existen en la ciudad 451 médicos dentistas.
El seguro médico garantiza el acceso tanto a los consultorios privados así como a las clínicas públicas.
- Clínica Norte, Klinikum Nürnberg Nord, calle Prof. Ernst-Nathan-Str- 1.
- Clínica Sur, Klinikum Nürnberg Süd, calle Breslauer Str. 201

## Transporte
Ya en 1835 se construyó la primera ruta de transporte en tren que partía de Núremberg y llegaba a la ciudad vecina Fürth. Fue la primera ruta de tren construida en Alemania. El primer viaje en tren se realizó el día 7 de diciembre de 1835, uniendo la ruta de 6,04 km entre Núremberg y Fürth.
Núremberg cuenta con 1147 km de calles (2012) en las que existen 606 paradas de omnibuses, tranvías y metro. A fines de 2011 existían en la ciudad 265 470 unidades de transporte motorizado, entre ellas 224 985 automóviles.
En Núremberg el transporte público es muy seguro y eficiente. Permite desplazarse rápidamente entre las 6 y las 24 horas del día a diversas direcciones en toda la región metropolitana. Los tickets de transporte (boletos) solo pueden comprarse directamente en los omnibuses o en oficinas de la empresa de transporte VAG y VGN. También existen expendedores automáticos de tickets, que generalmente se encuentran en los mismos paraderos. En los mismos tranvías o metros no se puede comprar los boletos. Desde 2011 es posible también adquirir los boletos de manera electrónica, a través del teléfono móvil. (Handyticket).

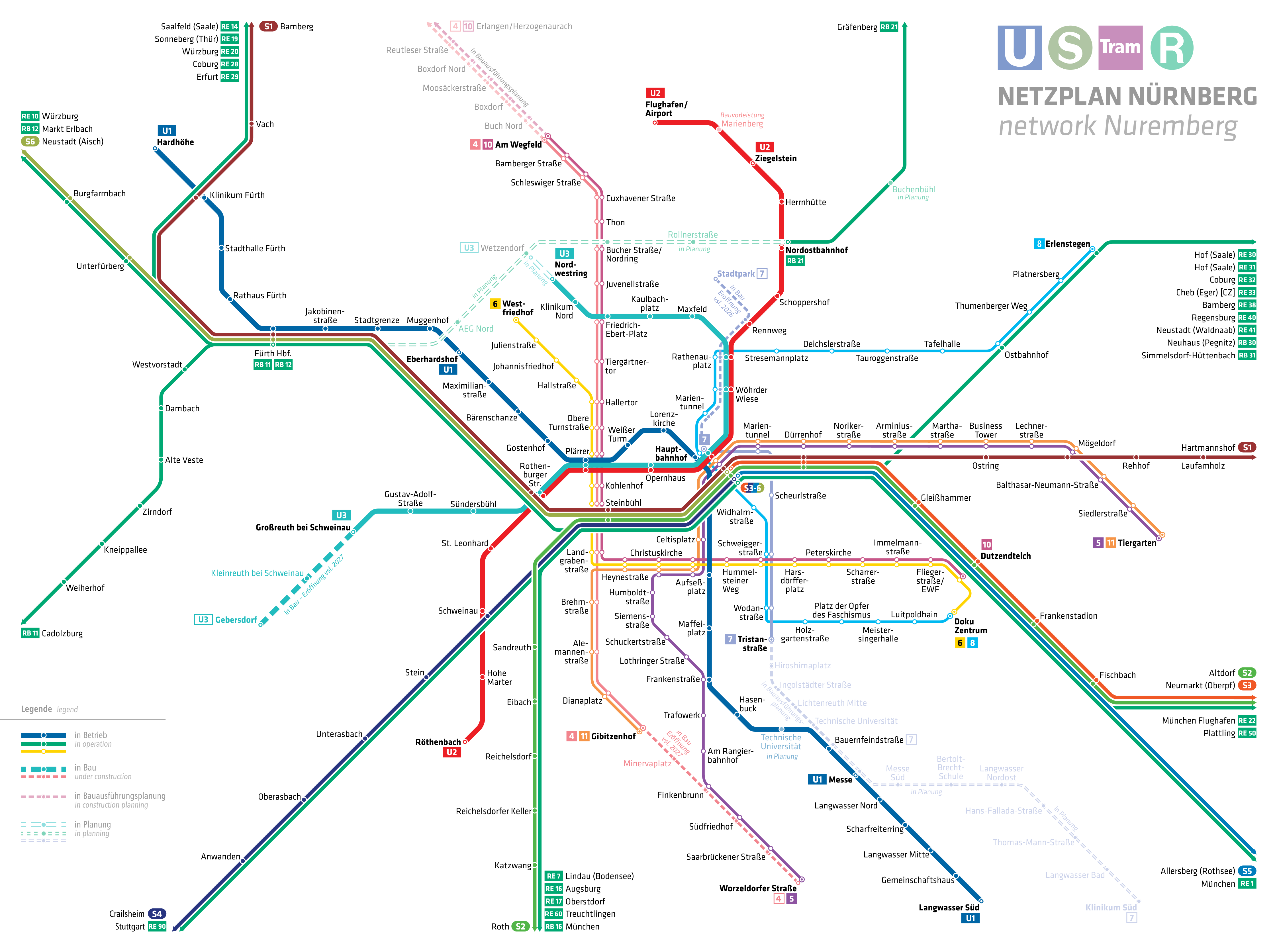
Red de transporte público.

Con un ticket se pueden utilizar todos los medios de transporte, bien sea omnibuses, tranvías, metros y trenes en rutas cercanas. Si se van a realizar varios viajes en la ciudad, lo más práctico es comprar un ticket del día,(Tageskarte) que sirve para utilizarlo en cuantos viajes sean necesarios en un día. Hay también tickets de transporte para una semana o un mes y se les conoce como Mobicard, que permiten viajar en el transporte público tantas veces como uno quiera o necesite. Si uno viaja en el transporte público sin un ticket válido, se expone a pagar una multa, que en 2014 es de 30 euros. Los tickets de transporte para un día (Tageskarte) adquiridos los sábados permiten viajar gratis también los domingos. También existe la posibilidad de comprar un ticket de viaje para todo el año. Hay ofertas de tickets mensuales para estudiantes y escolares, con tarifas reducidas.

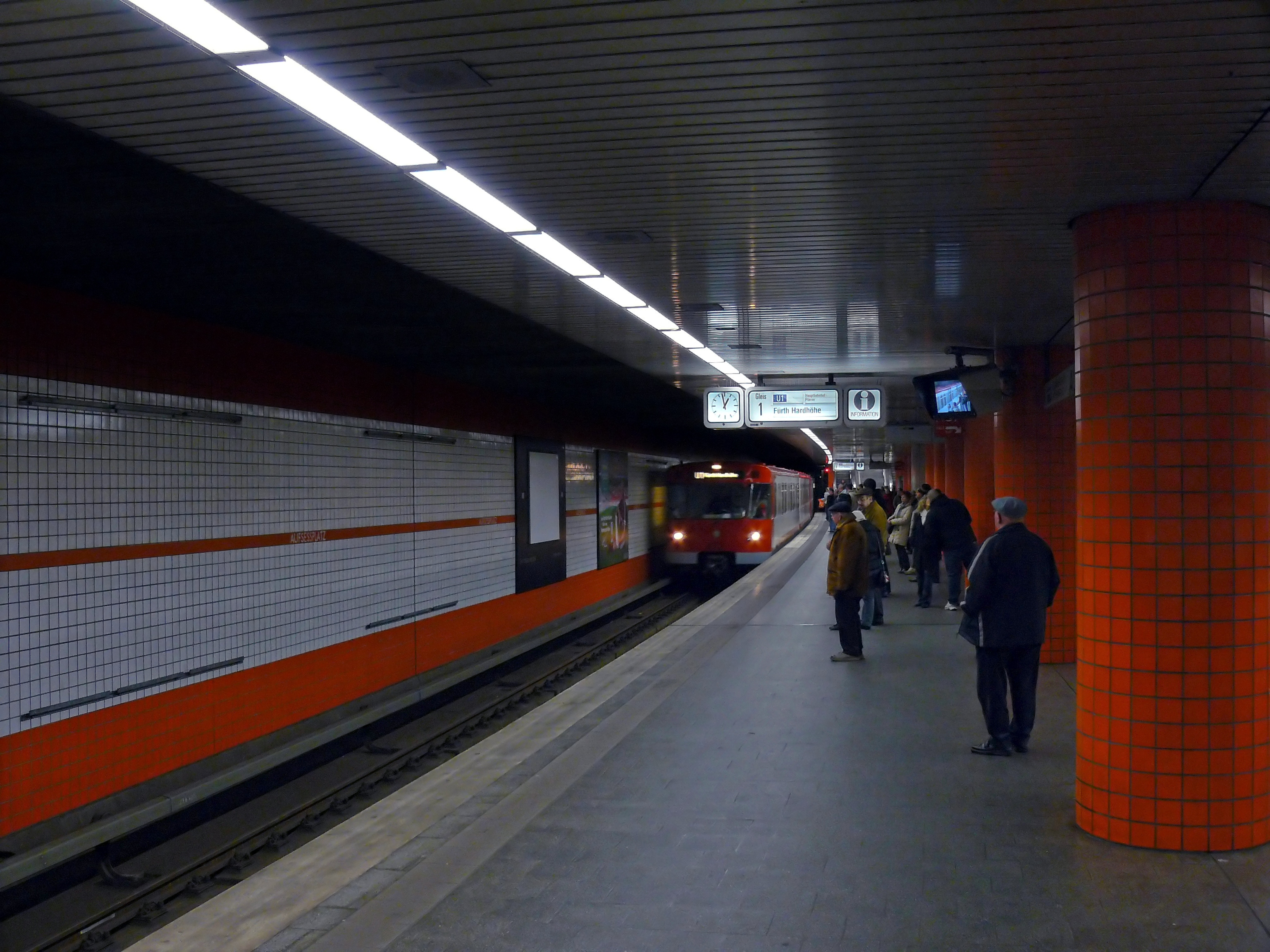
Metro de Núremberg, Estación de Aufsessplatz

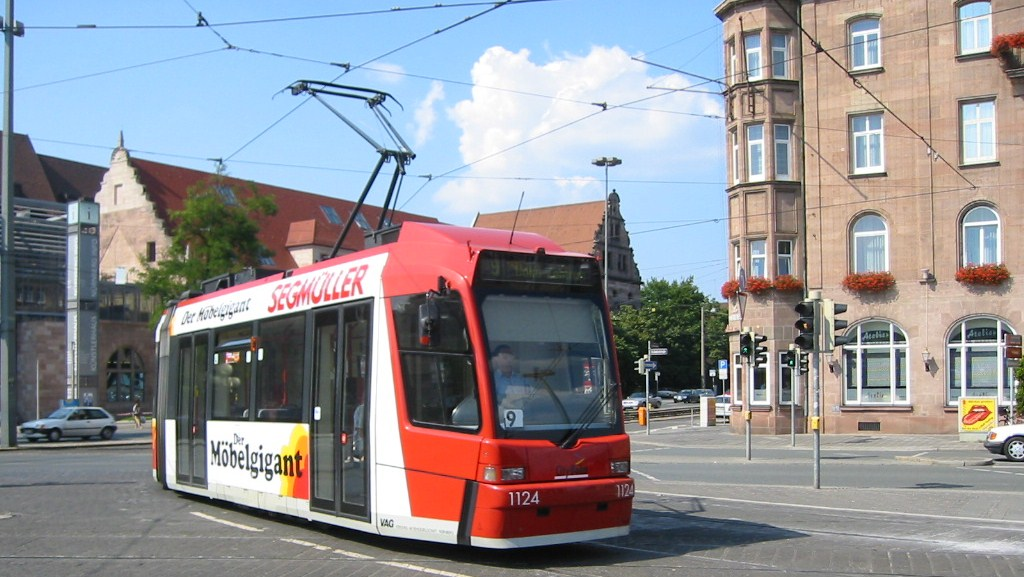
Tranvía de Núremberg, 2012

### Transporte aéreo
Núremberg cuenta con un aeropuerto internacional, con vuelos directos a más de 60 ciudades del mundo. Cada año atiende a cerca de cuatro millones de pasajeros. El aeropuerto está ubicado muy cerca de la ciudad. Con la línea 2 del metro (U2) se llega desde la estación central (Hauptbahnhof) al aeropuerto en solo 12 minutos. También hay omnibuses que llegan al aeropuerto.

### Medios terrestres

#### Ferrocarril
Desde la estación central de la ciudad parten trenes que transportan directamente a muchas de las principales capitales europeas. Hay trenes que brindan servicios en las cercanías de Núremberg, hacia ciudades como Fürth, Erlangen, Bamberg, que están incorporadas a la red metropolitana. Aquí también hay tickets de transporte para viajar en toda la región de Baviera.

#### Metro
El Metro de la ciudad fue inaugurado el 1 de marzo de 1972 cubriendo inicialmente la ruta desde la estación de Bauerfeindstraße hasta la estación de Langwasser Süd, con una distancia de 3,7 km. Los trabajos de construcción empezaron el 20 de marzo de 1967. En enero de 1978 el metro llega hasta el casco histórico de la ciudad.
La ciudad cuenta con cuatro líneas de metro, que son la U1, U2, U3 y U11, que atienden las necesidades de la región. La línea U1 combina rutas subterráneas con rutas al aire libre. Comunica Núremberg con la ciudad vecina de Fürth. Con la línea U2 se puede viajar directamente desde el centro de Núremberg hasta el aeropuerto. La línea U3 trabaja de forma totalmente automatizada, de tal forma que no requiere de un conductor o chófer. Todas las líneas del metro pasan por la estación central de la ciudad.

#### Tranvía
En Núremberg circulan también algunas líneas de tranvías, las cuales confluyen hacia la estación central. Su frecuencia de viajes es de 7 a 10 minutos. Los sábados y domingos, así como los días festivos, la frecuencia disminuye a cada 20 minutos.

#### Ómnibus
Núremberg cuenta con diversas líneas de omnibuses, que mayormente circulan en horarios regulares hasta la 1 de la madrugada. Los fines de semana se ofrecen también servicios de omnibuses con horario especial durante las horas de madrugada.
Cerca de la estación central de trenes (Hauptbahnhof) se encuentra también la estación central de omnibuses, que ofrece servicios con destinos a las grandes ciudades alemanas y diversas capitales europeas.

#### Taxis
Los taxis en Núremberg son de color amarillo. Para utilizar sus servicios hay que dirigirse a las paradas oficiales, que existen en algunos puntos importantes de la ciudad tales como en el aeropuerto, la estación central de trenes, la plaza central de la ciudad, etc. Las paradas de taxis se reconocen mediante un poste con letrero amarillo que los anuncia. También se pueden llamar taxis por teléfono al 0911 19410 desde cualquier punto de la ciudad. Los taxis pueden recoger a los pasajeros en la dirección que le indiquen, sin recargo alguno. Los taxis cuentan con un taxímetro que indica la tarifa. Al final del viaje se acostumbra dar una propina al taxista junto al pago del costo indicado por el taxímetro.

#### Compartir coche
En Núremberg, así como en otras ciudades alemanas, existe el servicio de viajes colectivos llamado "Mitfahrzentrale", mediante el cual se puede viajar hacia distintas ciudades del país o del resto de Europa a tarifas muy económicas.

#### Bicicletas
Tanto la empresa local de transporte público, VAG, como la empresa de trenes DB ofrecen a sus usuarios bicicletas que pueden utilizarse sin costo adicional en la ciudad. Con el Ticket Nacional (Deutschland Ticket) de 49.00 € adquirido en la VAG se puede utilizar gratis las bicicletas de esta empresa por 600 minutos al mes. La VAG cuenta con 2500 bicicletas estacionadas por toda la ciudad. Desde la primavera del 2024 el servicio de bicicletas de la VAG se extenderá hacia las ciudades cercanas de Fürth, Erlangen y Schwabach.

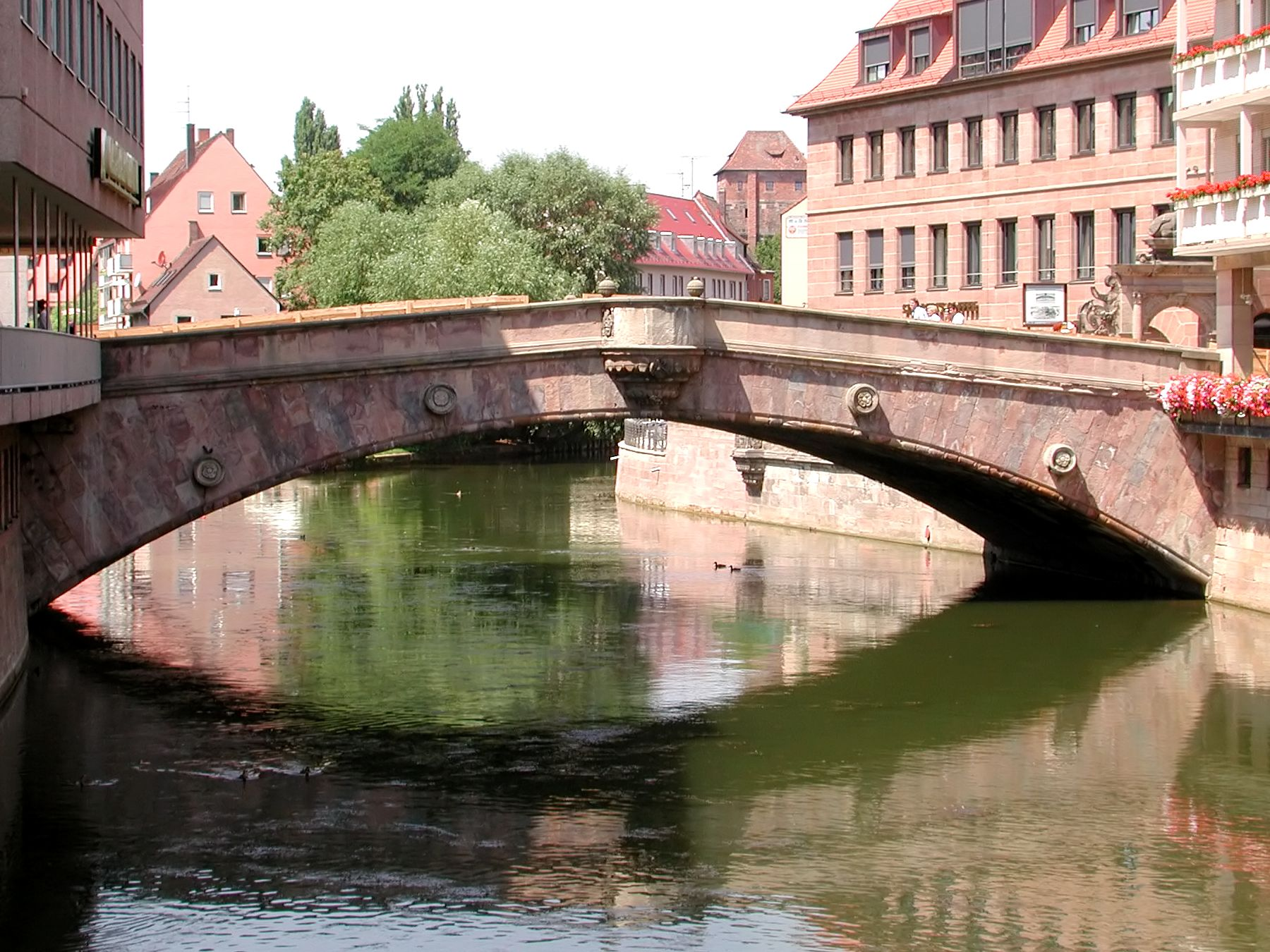
Nürnberg Fleischbrücke.

## Turismo
La oficina central de información turística está ubicada en la plaza central (Hauptmarkt). En las oficinas de turismo de Núremberg y de la ciudad vecina Fürth se ofrece la tarjeta turística "Nürnberg + Fürth" que permite utilizar los servicios de transporte durante dos días consecutivos, así como la entrada gratuita a todos los museos en ambas ciudades.
Existen en la ciudad varias organizaciones especializadas en visitas turísticas guiadas en diversos idiomas.

## Cultura

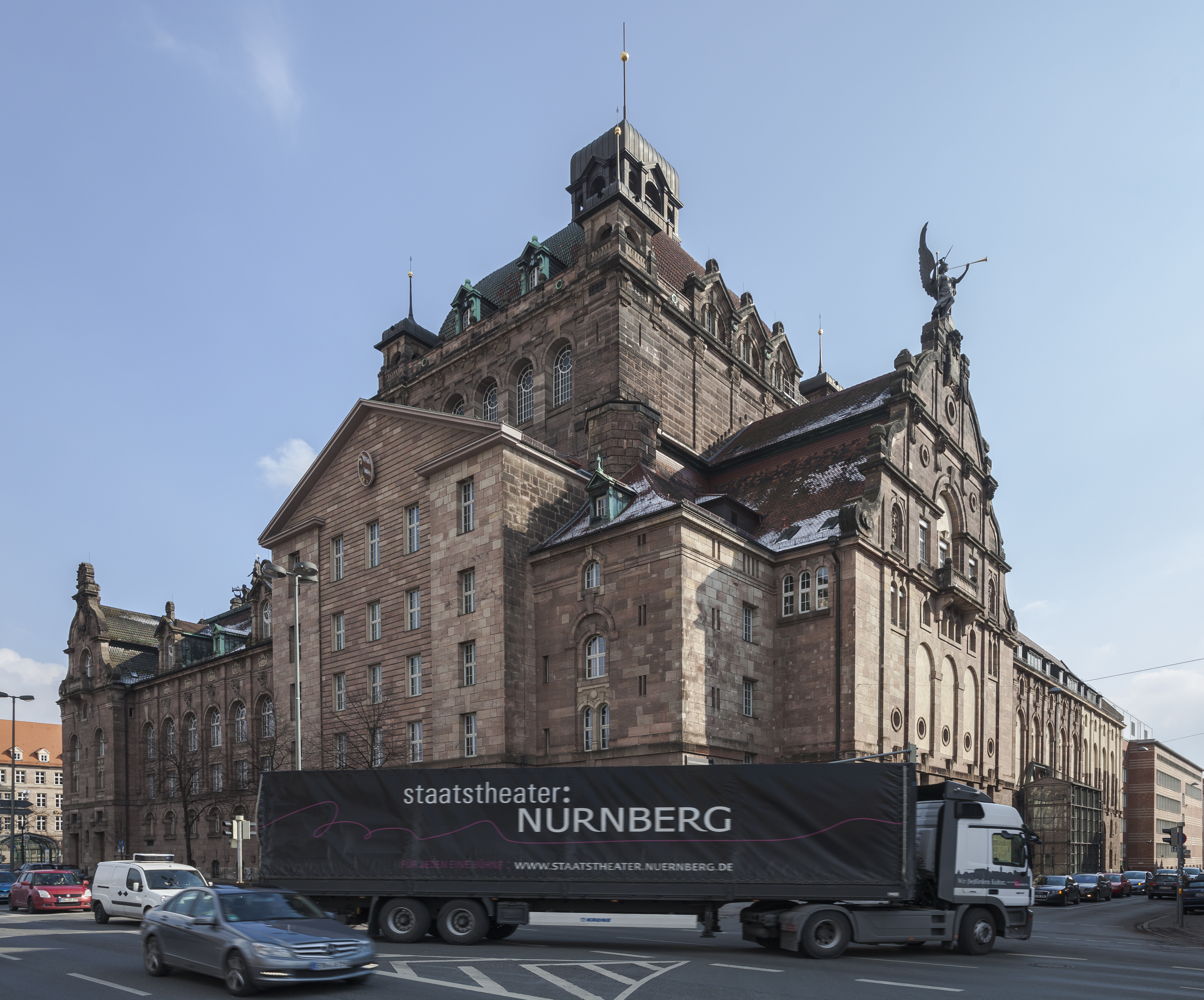
Ópera de Núremberg.

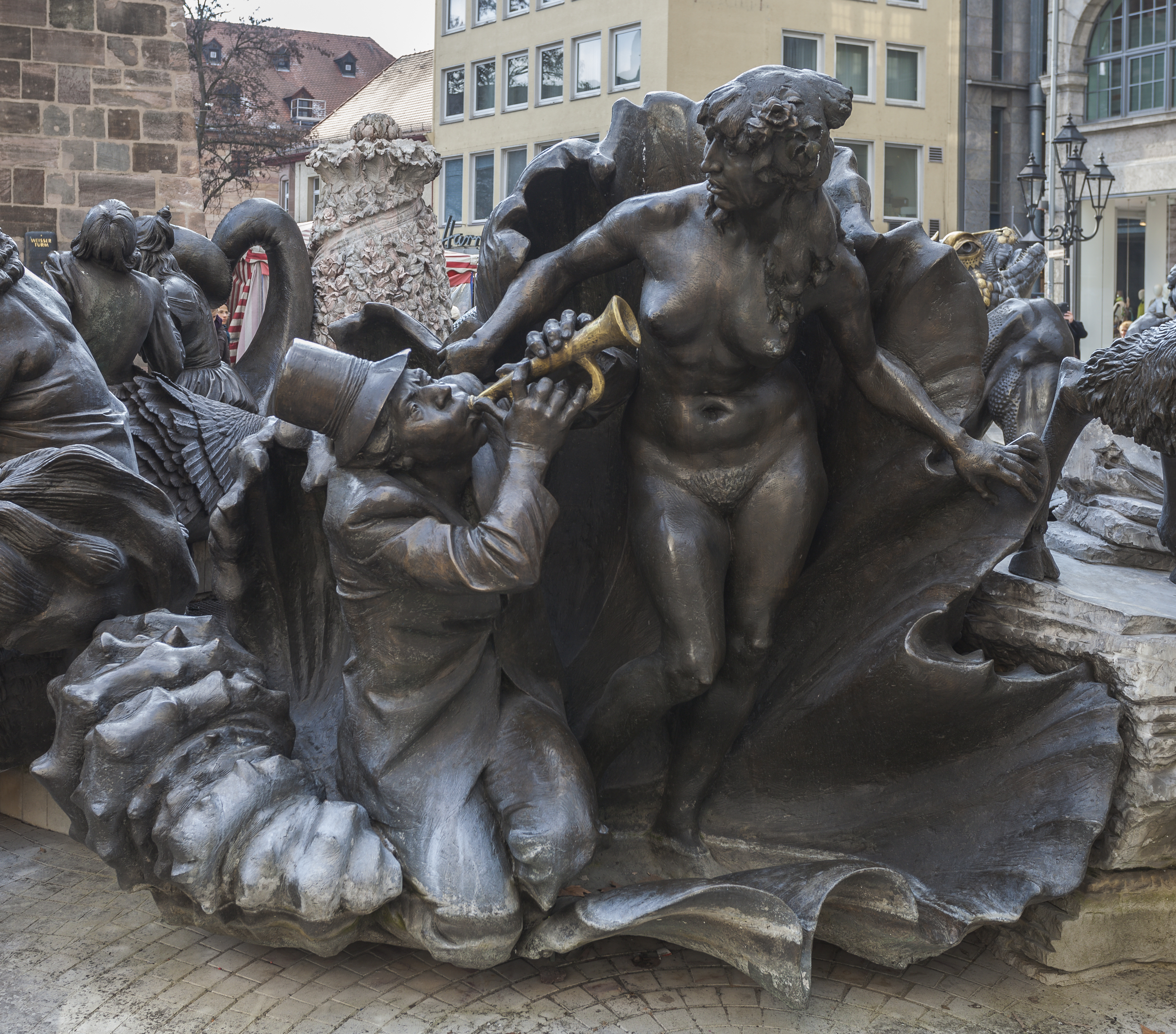
Escultura «Carrusel del matrimonio».

El castillo imperial de Núremberg, de la época medieval, sobresale en la ciudad antigua, rodeada de cinco kilómetros de murallas con cerca de ochenta torreones y torres. Núremberg fue la ciudad donde nació y vivió la mayor parte de su vida el máximo pintor del Renacimiento en Alemania, Alberto Durero. Cerca del castillo imperial se ubica la casa de Alberto Durero, que hoy, convertida en Museo, recibe a visitantes de todo el mundo. Núremberg fue la ciudad de los torneos de canto medievales (inmortalizada en la ópera de Richard Wagner Los maestros cantores de Núremberg. Además de la Casa de la Ópera y la Meistersingerhalle, se cuenta con salas para grandes eventos como la Frankenhalle.
La ciudad de Núremberg mantiene una oferta cultural y artística muy amplia durante todo el año, a través de los diversos centros culturales comunales distribuidos por toda el área de la ciudad y mediante grandes eventos artísticos tanto públicos como privados. En los centros culturales se ofrecen cursos de diversos idiomas del mundo, así como cursos de yoga, zumba y pilates. Igualmente se presentan exposiciones de fotografía, pintura, esculturas e instalaciones. 

### Centros culturales de la Municipalidad
- Castillo de Almoshof, calle Almoshofer Hauptstraße 49-53.
- Kulturladen Gartenstadt, calle Frauenlobstr. 7.
- Centro casa comunal Langwasser, Glogauer Str. 50.
- Casa Loni-Übler, Martha Str. 60.
- Centro Muggenhof/Werkstatt 141, Muggenhofer Str. 141, Bau 14.
- Centro Röthenbach, Röthenbacher Hauptstraße.
- Centro Südpunkt, calle Pillenreuther Str. 147.
- Centro cultural Villa León, calle Schlachthofstr./ Philipp-Koerber-Weg 1.
- Centro Vischers, Hufelandstr. 4.
- Castillo de Zeltnerschloss, calle Gleißhammerstr.
- Centro Ziegelstein, calle Ziegelsteinstr. 104.
- Desi, centro cultural alternativo, calle Brückenstraße 23.
- Centro Bleiweiss, calle Hintere Bleiweißstraße 15. Oferce programación cultural para personas de la tercera edad.
- Heilig-Geist-Haus, calle Hans-Sachs-Platz 2. Aquí se realizan constantemente exposiciones de arte durante todo el año e igualmente eventos de carácter musical como conciertos de música clásica, presentaciones de teatro, etc. Entre fines de noviembre y todo diciembre este centro cultural se convierte en la Casa de las Estrellas, que ofrece teatro, música, lecturas de cuentos relacionados con la fiesta de Navidad.
- KunstKulturQuartier, calle Königstraße 93.
- Tafelhalle, Äußere Sulzbacher Straße 62.
- Z-Bau, centro cultural alternativo, calle Frankenstraße 200. Ofrece conciertos con grupos de música rock, punk, soul, etc.
- Centro Suedstadt Forum, calle Siebenkeesstraße 4.

Todos estos centros culturales ofrecen una programación muy variada, incorporando las actividades de casi todas las naciones representadas en Núremberg, tanto de Asia, África y Europa, así como de América Latina y Norteamérica.

### Eventos culturales
- Blaue Nacht (Noche Azul), festival de luces y color. El casco histórico de la ciudad se viste de azul con instalaciones artísticas. Los museos ofrecen programas hasta la medianoche. Se realiza en el mes de mayo.
- Rock in Park. Los grupos de música rock más famosos de Alemania y otros países se presentan en el área de parques al sur de la ciudad, Luitpoldhain, Dutzenteich, Zeppelinfeld, Volksfestplatz. Se realiza cada año al inicio de la primavera.

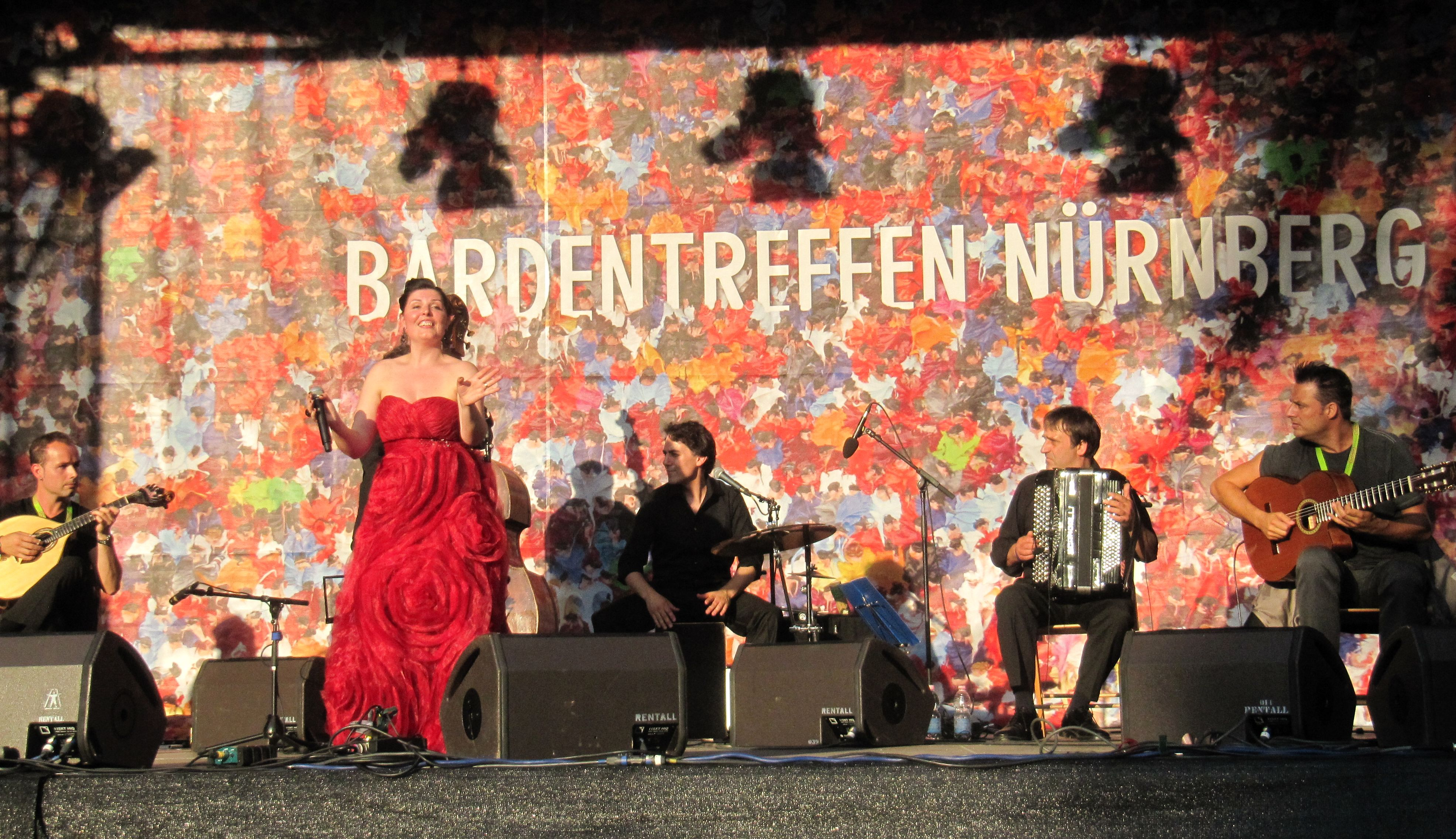

- Bardentreffen, Festival de música al aire libre, en diversos escenarios de la ciudad antigua como en la plaza de San Lorenzo, plaza de San Sebaldo, Insel Schütt, etc. Participan más de 70 bandas de todo el mundo con música Rock, Soul, Pop, Blues, Folk. Se realiza cada año durante el último fin de semana de julio. Gratuito.

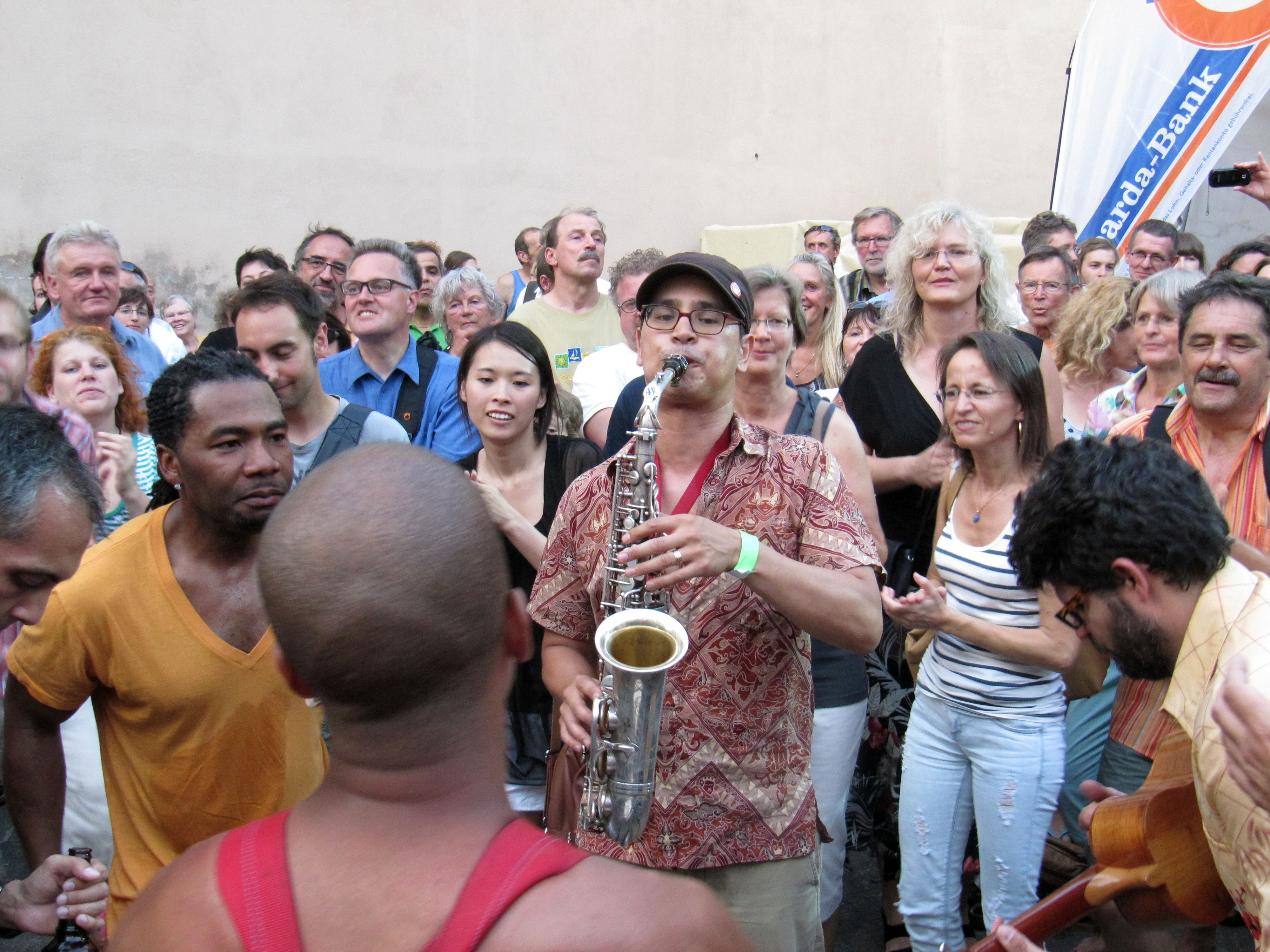

- Klassik Open Air, Música clásica al aire libre. Conciertos de la Orquesta Sinfónica y la Orquesta Filarmónica de Núremberg, al aire libre, en el parque Luitpolhain. Gratuitos. Se realizan cada año en julio y agosto.
- Altstadtfest, fiesta tradicional de la ciudad, tanto en la plaza central como en la plaza de Hans-Sachs. Conciertos de música tradicional alemana, jardines de cerveza, gastronomía de franconia central. Se realiza cada año en septiembre.
- Christkindlesmarkt, Mercado navideño, que se realiza cada año en la plaza central de la ciudad, así como en las calles y plazas adicionales. Se le considera el mercado navideño más hermoso de toda Alemania. Su origen se remonta al año 1628. Desde 1737 se concedió el derecho de vender sus productos a casi todos los artesanos de la ciudad. La plaza Central se convierte en un barrio de comercio con tiendas de madera en las que se ofrecen desde galletas de Navidad (Lebkuchen) hasta las famosas salchichas de Núremberg y el vino caliente (Glühwein), así como juguetes. Se realiza todos los años desde fines de noviembre hasta el 24 de diciembre. Es inaugurado por el "Christkind", el niño de Jesús, elegido entre las jóvenes de la ciudad por un período de dos años.

Al costado del edificio del Ayuntamiento se realiza el mercado navideño de las ciudades hermanas, con stands que ofrecen productos representativos tanto de Atlanta y Antalya, como de Bar, Córdoba, Cracovia, Kalkudah, Shenzhen, San Carlos, Nicaragua, Santiago de Cuba, Venecia, entre otras ciudades.

### Teatros

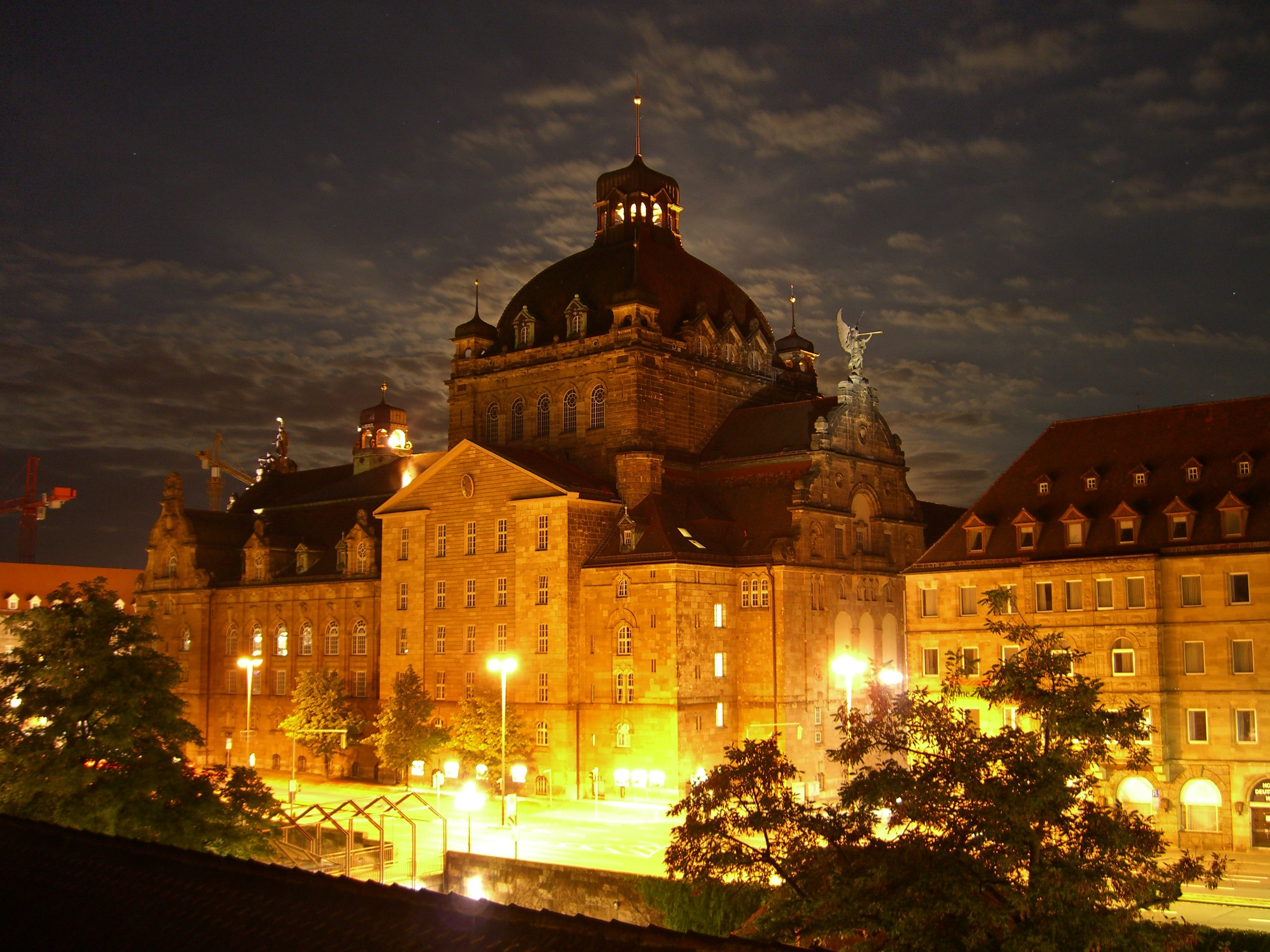
Vista nocturna de la ópera

- Opernhaus, casa de la Ópera
- Staatstheater Nürnberg
- Gostner Hoftheater
- Nürnberger Burgtheater
- Tassilotheater
- Thalias Puppentheater

### Cines
La presentación de cine en Núremberg se remonta a 1898 cuando en el marco de la Feria popular denominada Volksfest se presentaron "fotografías en movimiento", antecesor del cine en su forma actual. Heinrich Bayer inauguró en 1906 el primer local de cine, en la calle Karolinenstraße 53, el "Himmelsleiter" donde presentó las fotografías en movimiento. Tres años después se cambió el nombre de este cine a "Noris Theater". Después de la creación y funcionamiento de diversas salas de cine, como el "Bavaria Lichtspiele", el "Humboldt Lichtspiele", el "Phoebus Palast", el Luitpold Lichtspiele", el "Admiral" y el "Delphi", muchos de ellos perdieron público a causa del invento de la televisión.
En el 2019 se cuenta con diversos cines, para todos los públicos:
- Admiral Filmpalast, Königstraße 11. 90402 Nürnberg
- Casablanca. Brosamerstraße 12. 90459 Nürnberg
- Cinecitta, Gewerbemuseumsplatz 3, 90403 Nürnberg. A orillas del río Pegnitz. Inició sus actividades en 1995. Sus funciones han sido visitadas hasta fines de 2018 por más de 35 millones de personas. Cuenta con 23 salas de cine en un área de 5000 m². Su sala en el Cinemagnumg fue construida a 35 metros debajo del nivel de la calle.
- Filmhaus im Künstlerhaus, Königstraße 93. 90402 Nürnberg. Presenta también películas en idiomas originales en francés, español, italiano, etc.
- Filmfabrik – Kino im Komm e.V. / Königstr. 93 / 90402 Nürnberg. Ofrece películas del llamado cine alternativo, en sus idiomas originales y en alemán.
- Meisengeige, Am Laufer Schlagturm 3. 90403 Nürnberg. Cuenta con dos salas de cine.
- Metropolis, Stresemannplatz 8. 90489 Nürnberg. Cuenta con dos salas de cine.
- Roxy Filmtheater, Julius-Loßmann-Straße 116. 90469 Nürnberg. Presenta películas originales en inglés como también en alemán.

También se realizan en Núremberg diversos festivales de cine, algunos de ellos al aire libre:
Festival de cine turco, Festival de cine griego, Festival de cine polaco y Días de cine español.
Igualmente a lo largo del año se realizan festivales de cine temáticos como el Festival de cine de Derechos Humanos y el Festival de cine del mediterráneo.

### Museos
El casco histórico de Núremberg, donde se encuentra la mayor parte de los museos, se puede recorrer a pie. Así se disfruta mejor su encanto medieval. Desde las 10:30 hasta las 18:30 horas el centro de Núremberg es zona peatonal. Algunos de los museos cierran los lunes.

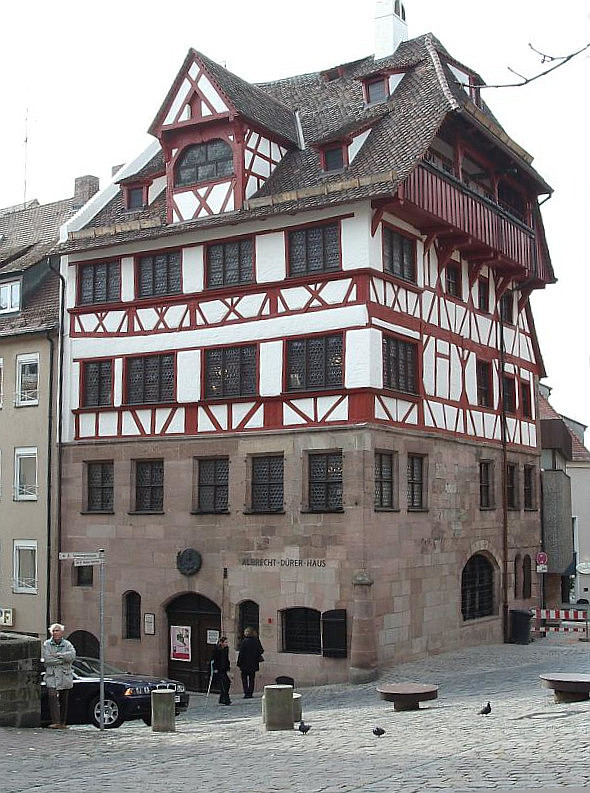
Albrecht-Dürer-Haus, casa de Alberto Durero

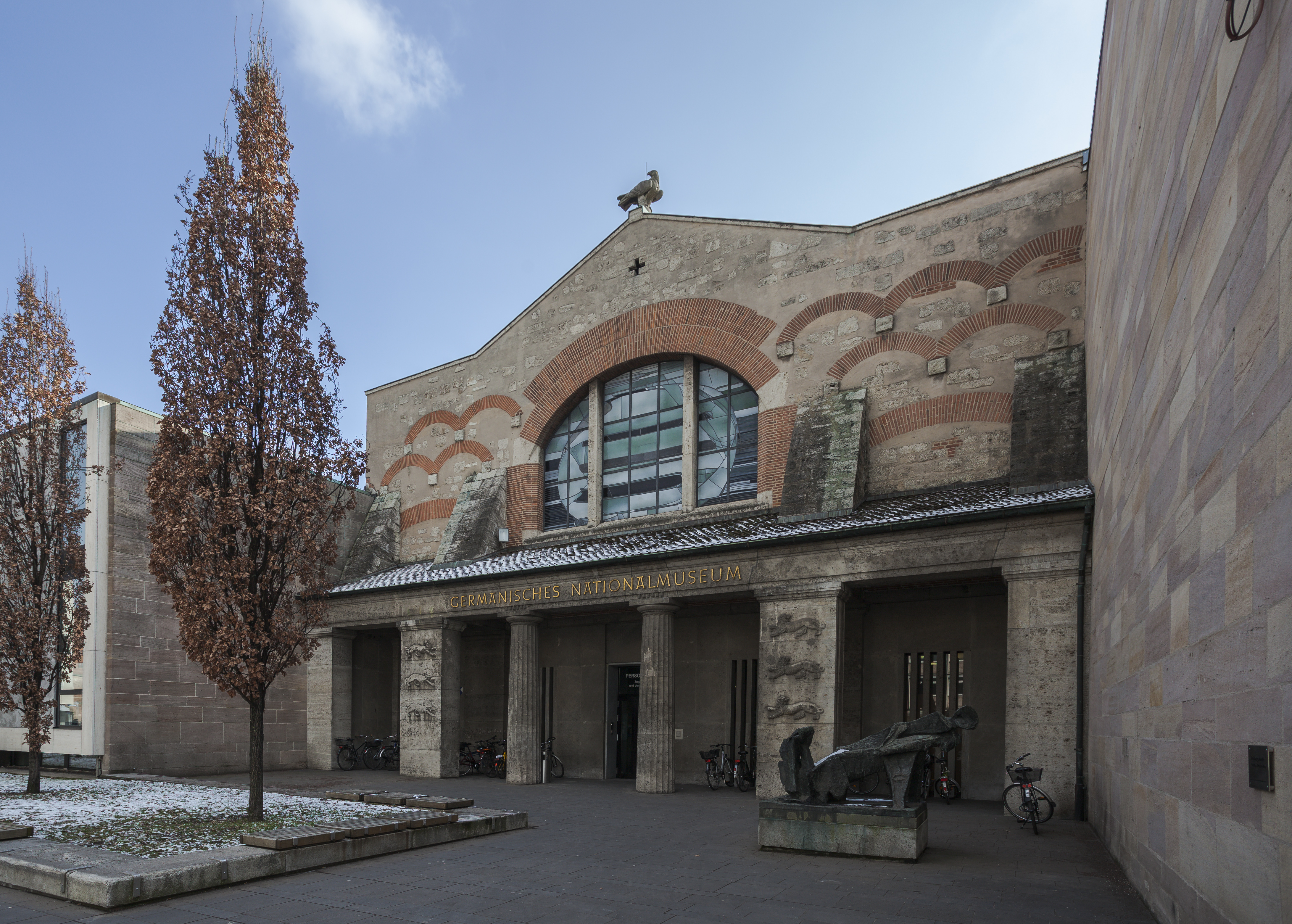
Museo Germánico Nacional

- Kaiserburg, Castillo Imperial (1040) Palacio con capilla románica, sala imperial y sala de los caballeros.
- Albrecht-Dürer-Haus, casa del pintor Alberto Durero. Allí se conserva su taller de trabajo. También se pueden apreciar reproducciones de las obras de Alberto Durero hechas por artistas modernos. Calle Albrecht-Dürer-Str. 39.
- Ayuntamiento antiguo, Rathaus, Rathausplatz 2. Edificio del año 1332-1340. Sala Histórica, sala grande de estilo gótico. En su sótano se puede visitar las celdas medioevales.
- Dokumentationszentrum Reichsparteitagsgelände más conocido como "Dokuzentrum", museo sobre la historia de los congresos del Partido Nazi. Se puede ver la exhibición permanente "Fascinación y Poder", con informaciones sobre el holocausto así como maquetas de los edificios construidos por los nazis, la historia de los campos de concentración, literatura y vídeos de la época nazi, etc. Calle Bayernstr. 110.
- Fembohaus(1591-1596), edificio renacentista, Museo sobre la historia de Núremberg. En sus 26 ambientes se pueden apreciar modelos en miniatura del casco histórico de Núremberg, objetos que representan el comercio internacional de la ciudad, el rol de los artesanos en la Edad Media, el rol de los patricios o nobles, Núremberg como ciudad imperial, etc. Calle Burgstr. 15.
- Germanisches Nationalmuseum Museo Nacional Germánico. Conserva una colección de más de 1 millón de objetos expositivos artísticos, instrumentos musicales, esculturas, pintura,etc. Calle Kartäusergasse 1.
- Memorium procesos de Núremberg, con la Sala 600 del Palacio de Justicia, donde en 1945 y 1946 se juzgó a los 21 principales dirigentes nazis. Calle Fürtherstrasse 110 / Bärenschanzstrasse 72.
- Museo de la Paz, historia del movimiento pacifista en Alemania. Kaulbachstrasse 2.
- Museo de la casa del verdugo con exposiciones sobre el trabajo del verdugo a las órdenes del gobierno local en la época medieval. Calle Trödelmarkt 58.
- Kunsthalle, Sala de arte contemporáneo, calle Lorenzer Strasse 32.
- Kunsthaus, Casa del Arte. Exposiciones de artistas de la región, calle Königstrasse 93.
- Museo Lochgefängnise, cárcel medieval, en el sótano de la Municipalidad, Rathausplatz 2.
- Museo de Historia Natural de Núremberg, arqueología y geología de diversos continentes, museo de la Naturhistorische Gesellschaft Nürnberg, la «Asociación de Historia Natural de Núremberg», fundada en 1801. Calle Marientorgraben 8.
- Museo de los Hospitales, en el edificio de la farmacia construido en 1897. Expone el desarrollo de la atención médica y salubridad desde la Edad Media hasta la actualidad. Calle Prof. Ernst Nathan 1, Klinikum Nord.
- Museo de la Cruz Roja, abierto de marzo a diciembre, calle Sulzbacher Str. 42.
- Museo de las piedras preciosas, calle Breite Gasse 40.
- Museo Tucherschloss. Presentación de las costumbres de una familia de la nobleza local, calle Hirschelgasse 9.
- Museum Industriekultur, Museo de la industria cultural. Historia de la industrialización, callr Äußere Sulzbacher Str. 62.
- Spielzeugmuseum, Museo de los juguetes, colección de juguetes alemanes y de otras partes del mundo y desde épocas muy antiguas. Calle Karlstr. 13.
- Verkehrsmuseum, Museo del Transporte. Exhibición de los primeros trenes. Calle Lessingstrasse 6.
- Museo de la Biblia, "Biblemuseum", calle Lorenzer Platz N, 10, al costado de la iglesia de San Lorenzo. Exposición permanente de diversos ejemplares de la Biblia, el Corán y la Torá, libros considerados sagrados en el cristianismo, el islam y el judaísmo.[18]
- Neues Museum Nürnberg, Nuevo Museo, Museo de Arte Moderno y diseños, calle Klarissenplatz y Luitpoldstrasse 5. Inaugurado en el año 2000. Cuenta con una fachada de vidrio de 100 metros de largo.
- Museo Archivo alemán de juegos. Reúne más de 30 000 juegos adquiridos en el 2010 por la Municipalidad de Núremberg de la colección de Bernward Thole (1922 - 2004). La variedad de juegos incluye ofertas para niños así como para jóvenes y adultos. Algunos juegos ayudan a complementar los conocimientos adquiridos en la escuela. Se ofrece p.ej. juegos antiguos y modernos, o electrónicos, para apoyar la capacidad de cálculos matemáticos, el aprendizaje del habla y de idiomas, el enriquecimiento idiomático, entre otras capacidades. Además de juegos creados desde 1945 incluye juegos de la antigüedad griega y romana. Este Museo Archivo ofrece su colección a especialistas e investigadores científicos sobre los juegos. Además de los juegos cuenta con una biblioteca especializada en la materia de más de 7000 libros así como catálogos y revistas afines. Desde el 15 de septiembre de 2019, cada domingo de 14 a 18 horas hay la posibilidad de usar los juegos de este Museo, sin costo alguno. Calle Egidienplatz 23, 90403 Nürnberg.

### Bibliotecas
La biblioteca central de la Municipalidad de Núremberg es la más antigua de los países de habla alemana, ya que existe desde 1370. Fue fundada con el nombre de "Ratsbibliothek". Hoy en día su patrimonio está distribuido entre la biblioteca en Egidienplatz y la biblioteca central en Gewerbemuseumsplatz. Además de prestar libros y otras publicaciones, desde octubre del 2022 empezó a prestar instrumentos musicales.
Núremberg cuenta también con bibliotecas comunales en los barrios Gostenhof, Langwasser, Maxfeld, Schoppershof, St. Leonhard y en el centro cultural Südpunkt.

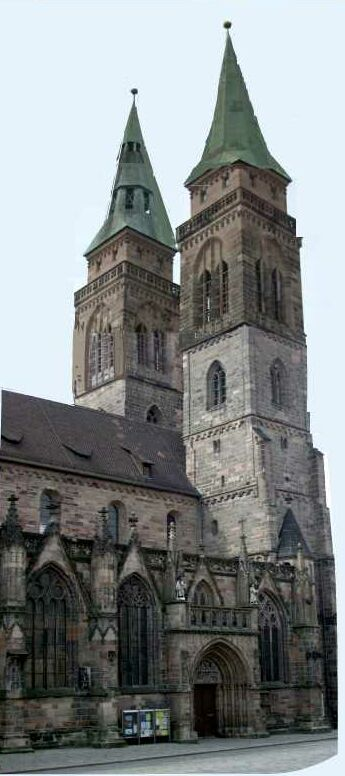
Iglesia de San Sebaldo

### Planetario
El planetario de Núremberg se llama Nicolaus Copernicus y es el más grande del estado de Baviera. Allí se ofrecen constantemente actividades culturales informativas sobre el mundo de la astronomía. Calle Am Plärrer n.º 41, 90429 Núremberg.

### Estación de Energía y Medioambiente
En la laguna conocida como Wöhrder See, se ha creado, con apoyo del gobierno regional de Baviera, una estación de energía y medioambiente, orientada a crear conciencia en la población sobre el cambio climático, y los esfuerzos con los que los ciudadanos pueden contribuir a ahorrar energía y aportar a la conservación del medioambiene. Muy cerca se ha creado también una piscina al aire libre, conocida como el Norikusbucht o Badebucht. Esta zona del bosque cuenta también con instalaciones deportivas intergeneracionales, tanto para el uso de los niños como de los adultos.

### Iglesias

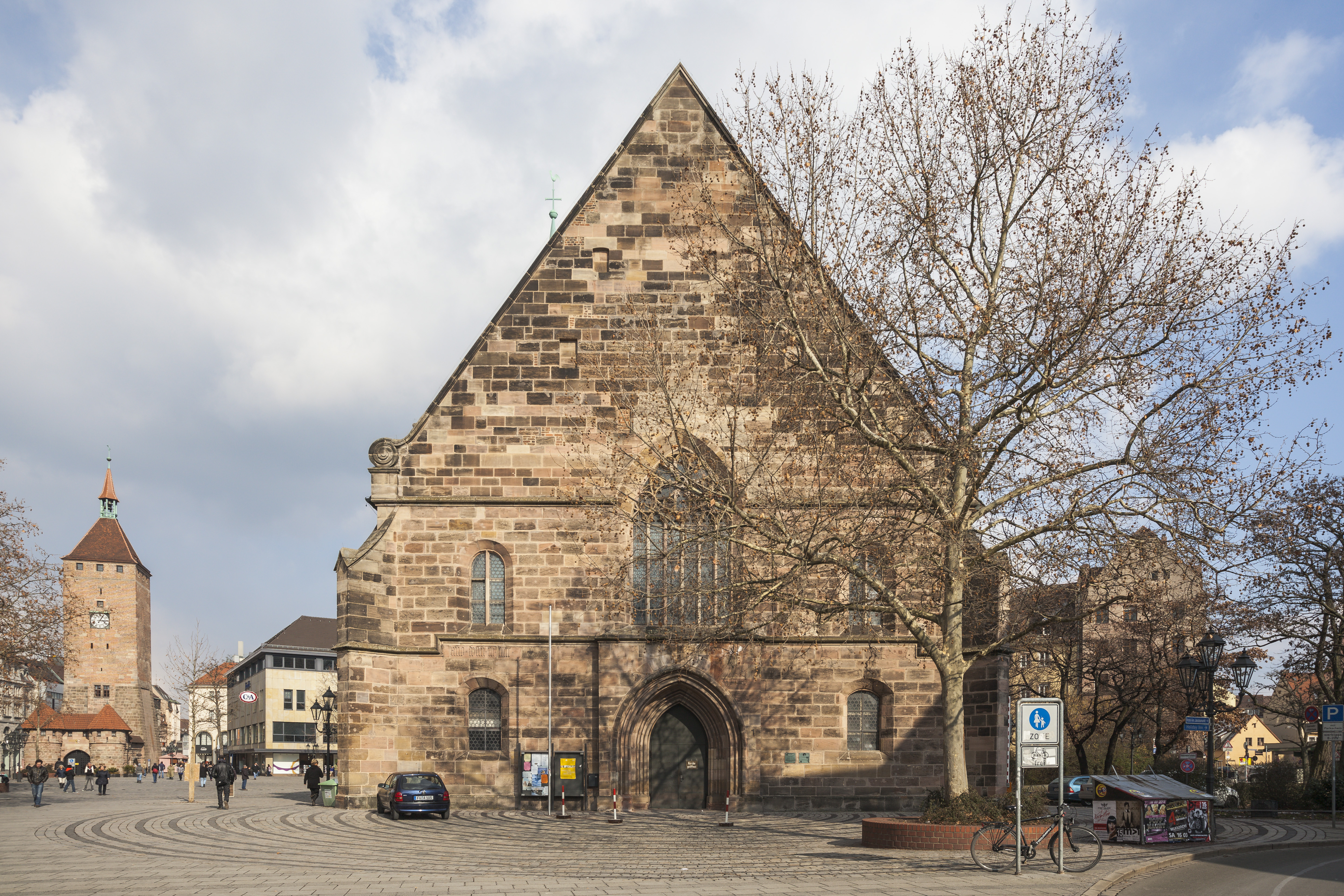
Iglesia de San Jacobo, Núremberg.

En 1525 las autoridades de Núremberg deciden que la ciudad adopte la reforma protestante, según las propuestas de Martin Lutero. En la ciudad existen en el año 2015 edificios de veintiocho iglesias, tanto católicas como protestantes, predominando la luterana. Algunas de ellas son:
- Iglesia de San Lorenzo (1260) Basílica de tres naves. Estilo gótico tardío. Cuenta con obras artísticas religiosas como "El anuncio", creado en 1518 por Veit Stoss y el Tabernáculo", creado por Adam Kraft en 1496. El candelabro de bronce en la parte central de la iglesia fue construido en 1408 por Peter Vischer.
- Iglesia de San Sebaldo (1225) También contiene obras de Adam Kraft, en el arco del portal de la torre sur.
- Iglesia de Santa Clara
- Iglesia de Santa Martha
- Iglesia de nuestra Señora (1350) en la plaza central Hauptmarkt. Construida sobre los restos de la anterior Synagoga, destruida con autorización del Emperador Carlos IV en 1349. Todos los días a las 12.00 del mediodía se puede observar en su reloj en la fachada, el desfile simbólico de los príncipes electores, (Männleinlaufen) que saludan ceremoniosamente al Emperador. El reloj fue construido por Jörg Heuss entre 1506 y 1509.
- Iglesia de San Egidio (1711 -1718) Estilo barroco. Levantada sobre una iglesia románica.

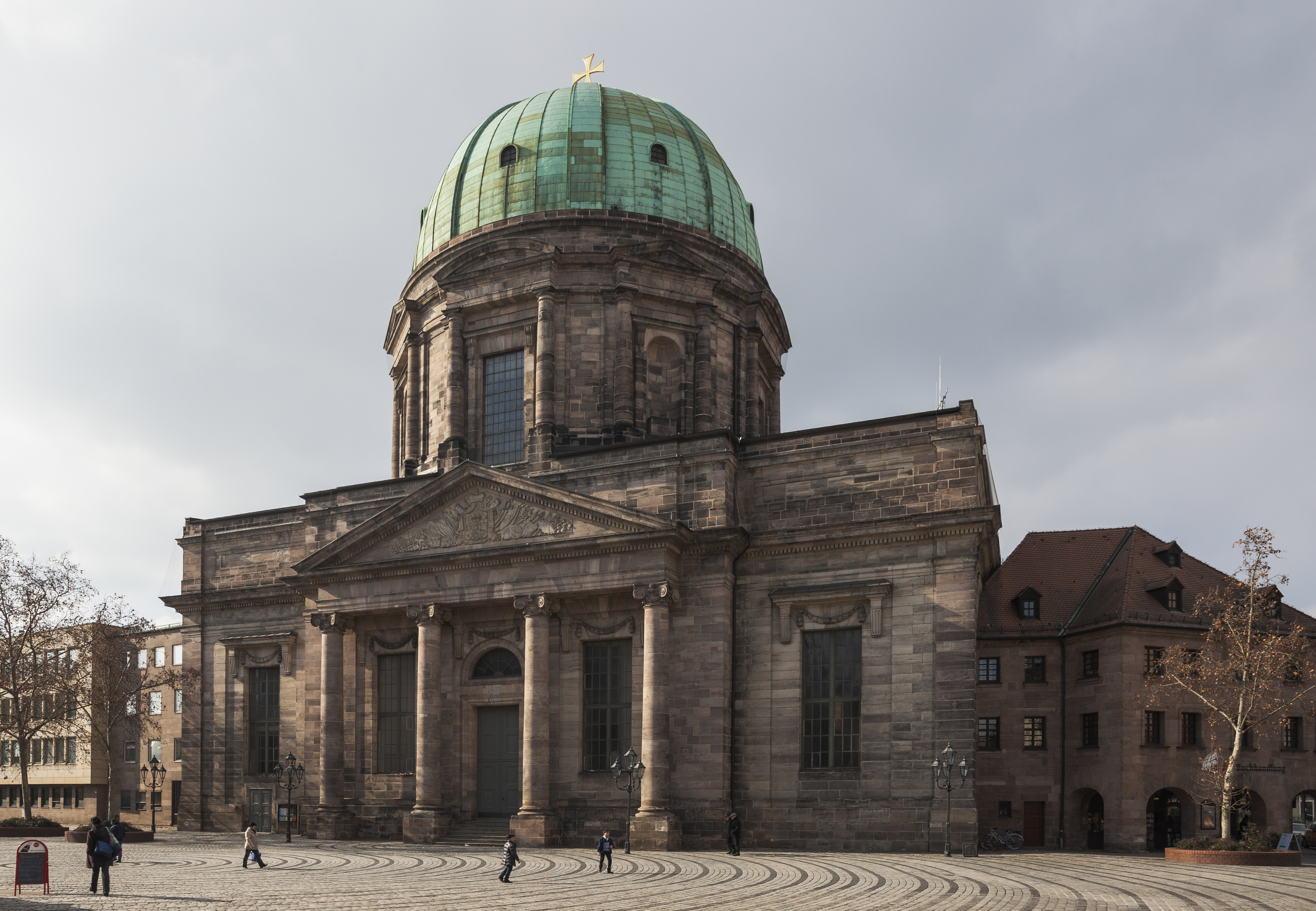
Iglesia de Santa Isabel.

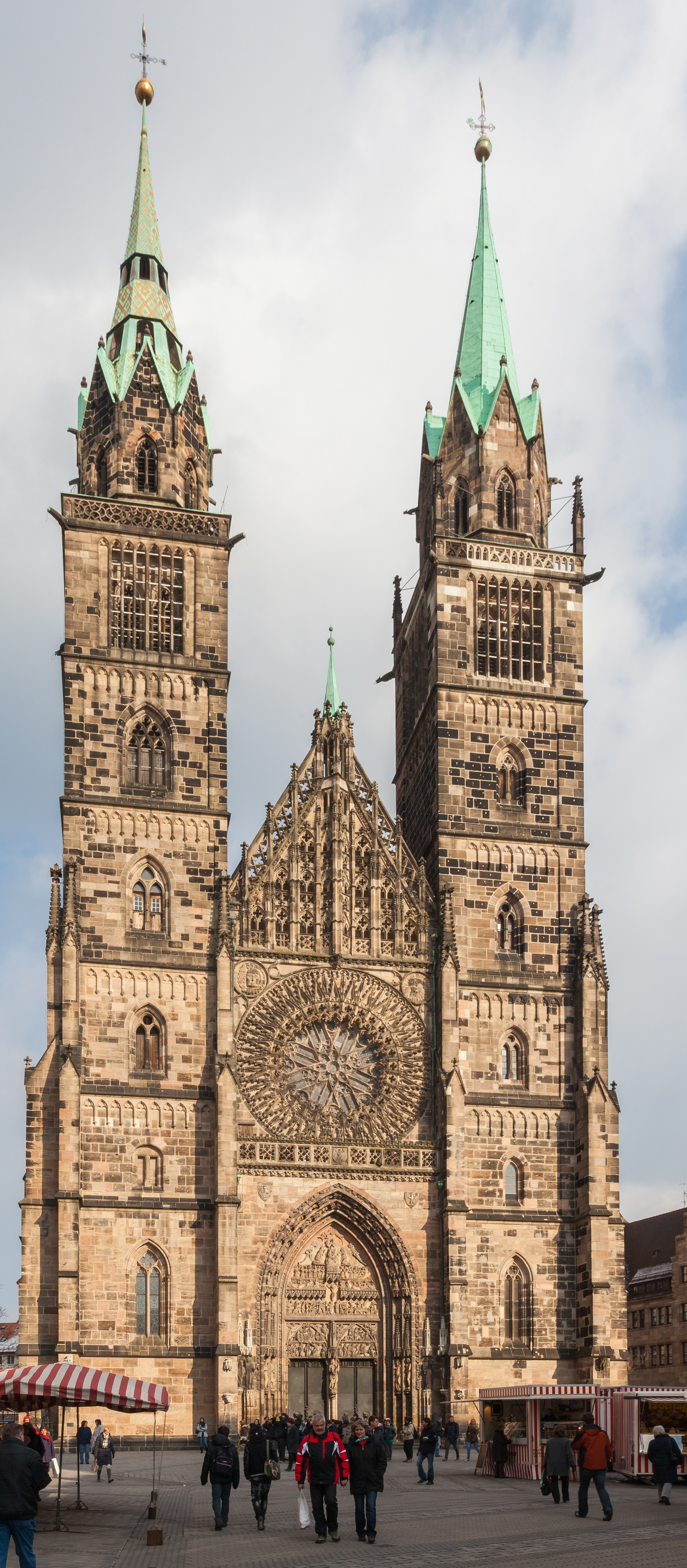
Iglesia de San Lorenzo.

Además de la Iglesia protestante luterana-evangélica y la Iglesia católica existen en la ciudad diversas congregaciones evangélicas libres, como iglesias pentecostales, evangélica metodista, menonita, entre otros. La Iglesia luterana evangélica cuenta con el instituto secundario „Wilhelm-Loehe-Schule“, una universidad (Fachhochschule), así como la Academia Haus Eckstein. Asimismo cuenta con numerosas residencias para personas de la tercera edad.
En Núremberg existen también edificios para los creyentes del judaísmo, islam, bahaísmo, hinduismo y budismo, entre otras confesiones religiosas.

#### Otros lugares de interés
- Pellerhaus (1602), palacio de una familia aristocrática local.
- Patio de los artesanos de Núremberg, cerca de la estación central de trenes. Casitas artesanales.
- La Fuente Hermosa o Schöner Brunnen, en la plaza Mayor. Torre gótica de 19 m de altura.
- Las caballerizas imperiales al costado del castillo imperial
- Las cuevas subterráneas, conocidas como Historischen Felsengänge, entrada por la calle Bergstrasse 19. Su existencia está documentada desde el año 1380 para la producción y la conservación de cerveza.
- Los jardines barrocos en el barrio de San Juan, conocidos como die Hesperidengärten. Calle Johannistrasse 13, 19, 43 y 47.
- Búnker, refugio antiaéreo para proteger las obras de arte, cerca del patio del centro cultural KuKuq - k4.
- Puente del Verdugo cerca del Museo del mismo personaje, en la parte oeste del Trödelmarkt.
- Carrusel del Matrimonio edificada en 1984 a la salida de la estación de metro Weisserturm. Fue diseñada por el profesor de arte Jürgen Weber inspirándose en el poema de "la agridulce vida matrimonial" del poeta de Núremberg Hans Sachs.
- Campo de experiencias de desarrollo de los sentidos en el área del parque Wöhrder Wiese.
- El Zoológico o Tiergarten, con su delfinario que ocupan 60 ha de la ciudad.
- El puente colgante Kettensteg
- El Mauthalle, antiguo depósito de granos de la ciudad, aduana, construido entre 1498 y 1502 bajo la dirección de Hans Beheim. Edificio imponente de 85 m de largo y 20 m de ancho. Cuenta con una cervecería subterránea y restaurante.
- El Trödelmarkt, el antiguo rastro o "mercado de pulgas" de la ciudad en el siglo XVI. Cuenta con casitas muy estrechas y altas. Ubicado en el espacio interior en medio del río Pegnitz. Al inicio se encuentra la llamada "Liebesinsel" o isla del amor.
- El cementerio de San Juan "Johannisfriedhof", en el cual se pueden visitar las tumbas de Alberto Durero, Adam Kraft, Willibald Pirclheimer, Hans-Sachs, Veit Stoß, entre otros grandes personajes de la cultura y el arte de Núremberg.

### Inventos y novedades
Después de haberse creado y desarrollado en Núremberg, hay una diversidad de inventos y creaciones que se han extendido por todo el mundo.
- Siglo XIII: Se producen en Núremberg las primeras galletas de Navidad (Lebkuchen).
- 1390-1391: Ulman Stromer instala los primeros molinos para la producción de papel en Alemania. Utiliza la energía del río Pegnitz para ese fin.
- 1363: Se formulan y publican en Núremberg las primeras estadísticas de comercio e industria.
- 1474: Johannes Regiomontanus publica en Núremberg su "Ephemeriden", un catálogo matemático con cerca de 300 000 datos numéricos y símbolos para establecer la posición en el mar. Cristóbal Colón, Vasco de Gama y Américo Vespucio utilizan este libro de Regiomontanus en sus viajes de descubrimientos.[19]
- 1492: Martin Behaim construye el primer globo terráqueo, Erdapfel. En ese globo mundial no aparece todavía América. (Este globo terráqueo puede verse en el Museo Nacional Germánico de la ciudad).
- 1510: Peter Henlein construye el primer reloj de bolsillo.
- 1700: Johann Christoph Denner construye el primer clarinete.
- 1835. El primer tren en Alemania viaja entre las ciudades de Núremberg y Fürth. Se le bautiza como el "Adler". Un modelo de ese tren puede verse en el Museo de la comunicación y transporte de la ciudad.
- 1882: El ingeniero Sigmund Schuckert instala por primera vez la luz eléctrica en Núremberg, en la calle Adlerstrasse. Utiliza la energía del río Pegnitz.
- 1923: El Dr. Carl Soldan produce el primer caramelo contra la tos que se saca al mercado público. (Em-Eukal)
- 1929: Se crean las toallitas higiénicas "Tempo".
- 1995: En los laboratorios del Fraunhofer Institut se desarrolla el formato de compresión de datos auditivos MP3.
- 2008: El primer tren totalmente automático de Alemania circula en la ciudad de Núremberg como tren subterráneo U-Bahn o metropolitano. Funciona como línea de metro U3 (sin conductor) en Núremberg.

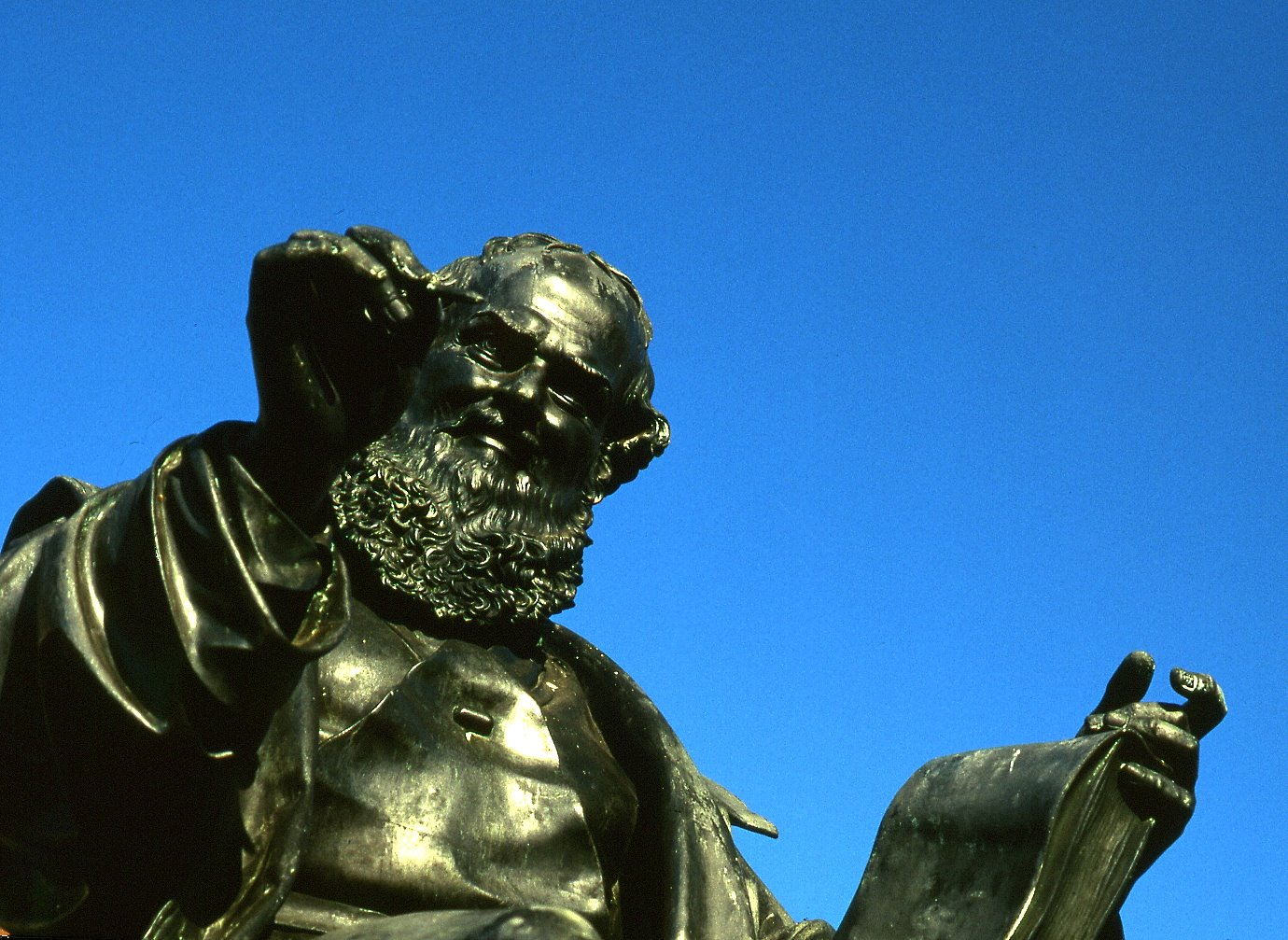
Estatua de Hans Sachs, símbolo de la ciudad

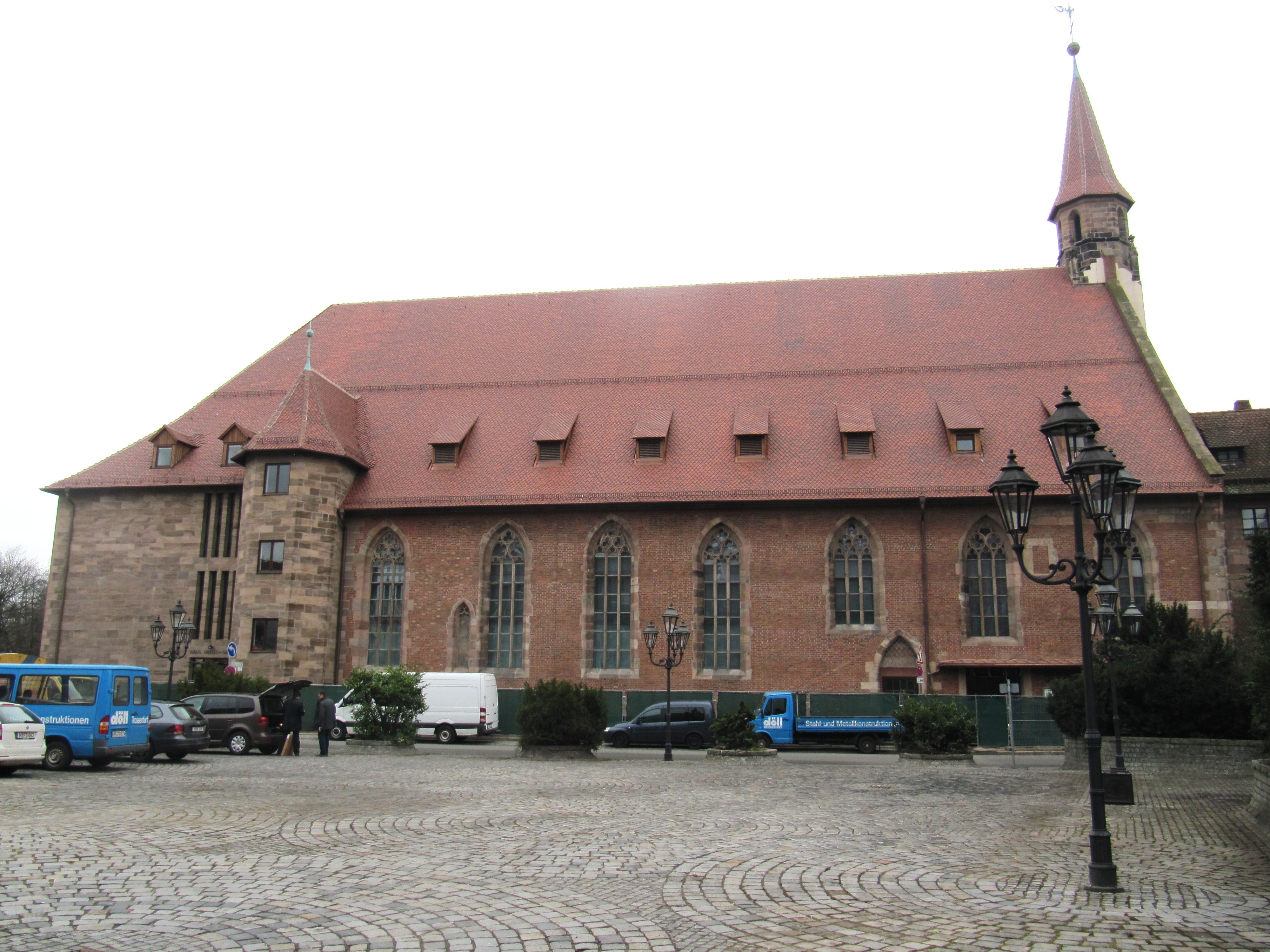
Casa Internacional de Núremberg, Heilig-Geist-Haus

## Ciudades hermanas

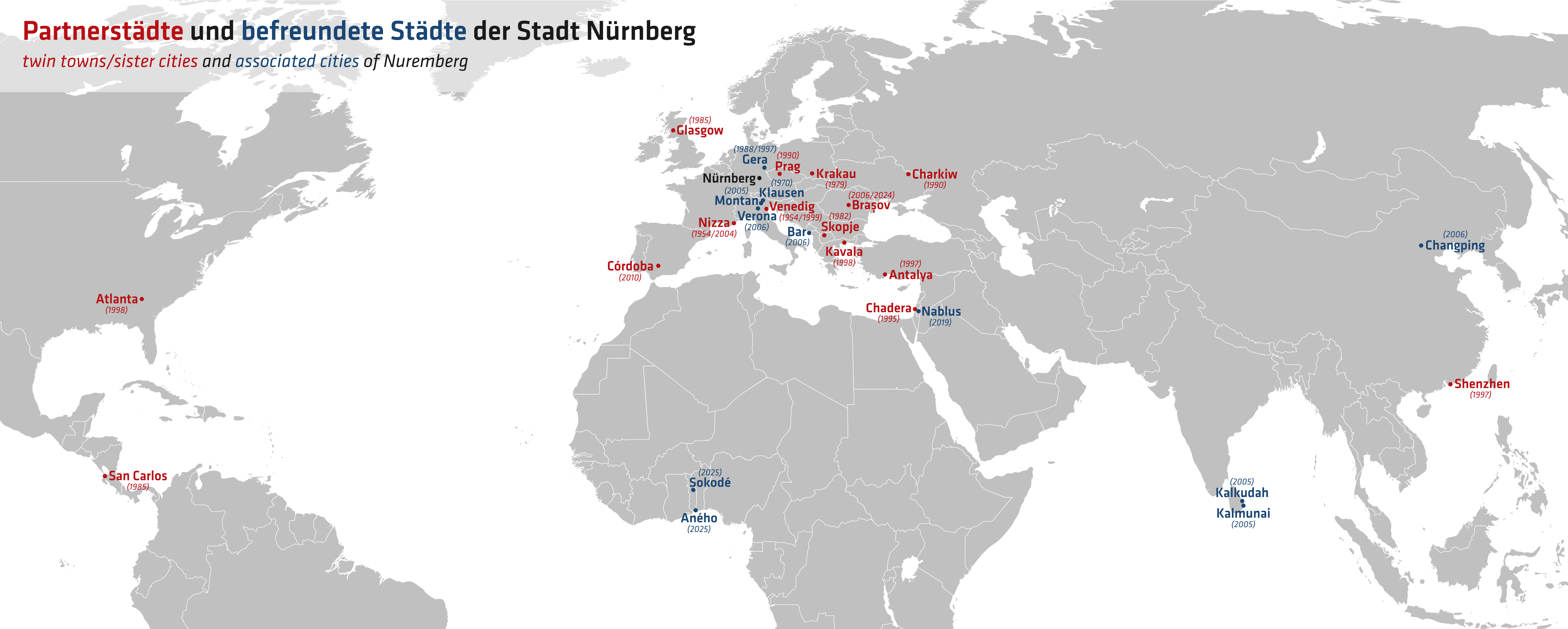
Ciudades hermanas

La ciudad de Núremberg tiene acuerdos de hermanamiento con catorce ciudades de América, Europa y Asia, con las que desarrolla especiales relaciones de intercambio cultural, social, económico, político, deportivo, etc. Con tal finalidad, la Municipalidad cuenta desde 1991 con un «Departamento de Relaciones Internacionales», que, entre otras actividades, organiza viajes de los ciudadanos de Núremberg a las ciudades hermanas, intercambio de delegaciones escolares, juveniles y artísticas, entre otras. Constantemente se presentan en la ciudad exposiciones de obras de artistas de las ciudades hermanas. Igualmente grupos de escolares de las ciudades hermanas visitan Núremberg o viceversa.
Los hermanamientos entre ciudades de Alemania con ciudades de Israel, Polonia, Francia, Inglaterra, Italia, Estados Unidos, y otras, constituyen una señal de fraternidad y búsqueda de reconciliación entre pueblos que durante las guerras mundiales estuvieron enfrentados. A través de los hermanamientos se promueve la paz, la tolerancia y el conocimiento de otras culturas. Los hermanamientos con ciudades europeas aspiran también a contribuir a la reunificación y consolidación de Europa.
El trabajo de la municipalidad con las ciudades hermanas es apoyado por diversas asociaciones cívicas, constituidas expresamente para ese fin de fortalecer las relaciones de fraternidad y hermandad. Así, existen asociaciones para apoyar el hermanamiento con Córdoba, San Carlos, Niza, Atlanta y Glasgow.
Las ciudades hermanas de Núremberg son:
- Niza (Francia, desde 1954)
- Venecia (Italia, desde 1954 y 1999)
- Cracovia (Polonia, desde 1979)
- Skopie (Macedonia del Norte, desde 1982)
- San Carlos (Nicaragua, desde 1985)
- Glasgow (Reino Unido, desde 1985)
- Praga (República Checa, desde 1990)
- Járkov (Ucrania, desde 1990)
- Hadera (Israel, desde 1995)
- Antalya (Turquía, desde 1997)
- Shenzhen (China, desde 1997)
- Kavala (Grecia, desde 1998)
- Atlanta (Estados Unidos, desde 1998)
- Córdoba (España, desde 2010)

### Ciudades confraternizadas
La ciudad de Núremberg tiene además acuerdos de fraternidad y cooperación con las siguientes ciudades:
- Klausen / Chiusa (Italia, desde 1970)
- Gera (Alemania, desde 1988/1997)
- Kalkuda (Sri Lanka, desde 2005, acuerdo de apoyo directo (padrinazgo) después del maremoto)
- Verona (Italia, desde 2006)
- Changping (China, desde 2006)
- Kronstadt/Brasov (Rumania, desde 2006)
- Bar (Montenegro, desde 2006)
- Nablus (Territorios Palestinos, desde 2019)

Asimismo, desde 2012 Núremberg mantuvo relaciones de cooperación con otras ciudades como Bolonia (Italia), La Antigua Guatemala, Santiago de Cuba, Bengardene (Túnez) y Lefkosa (Chipre del Norte). Desde 2018 Núremberg se esfuerza en cooperar con comunidades de África. Las primeras actividades comunales de cooperación de Núremberg con ciudades africanas se realizan en el 2019 con Aného, Sokodé, y Bassar en Togo.)

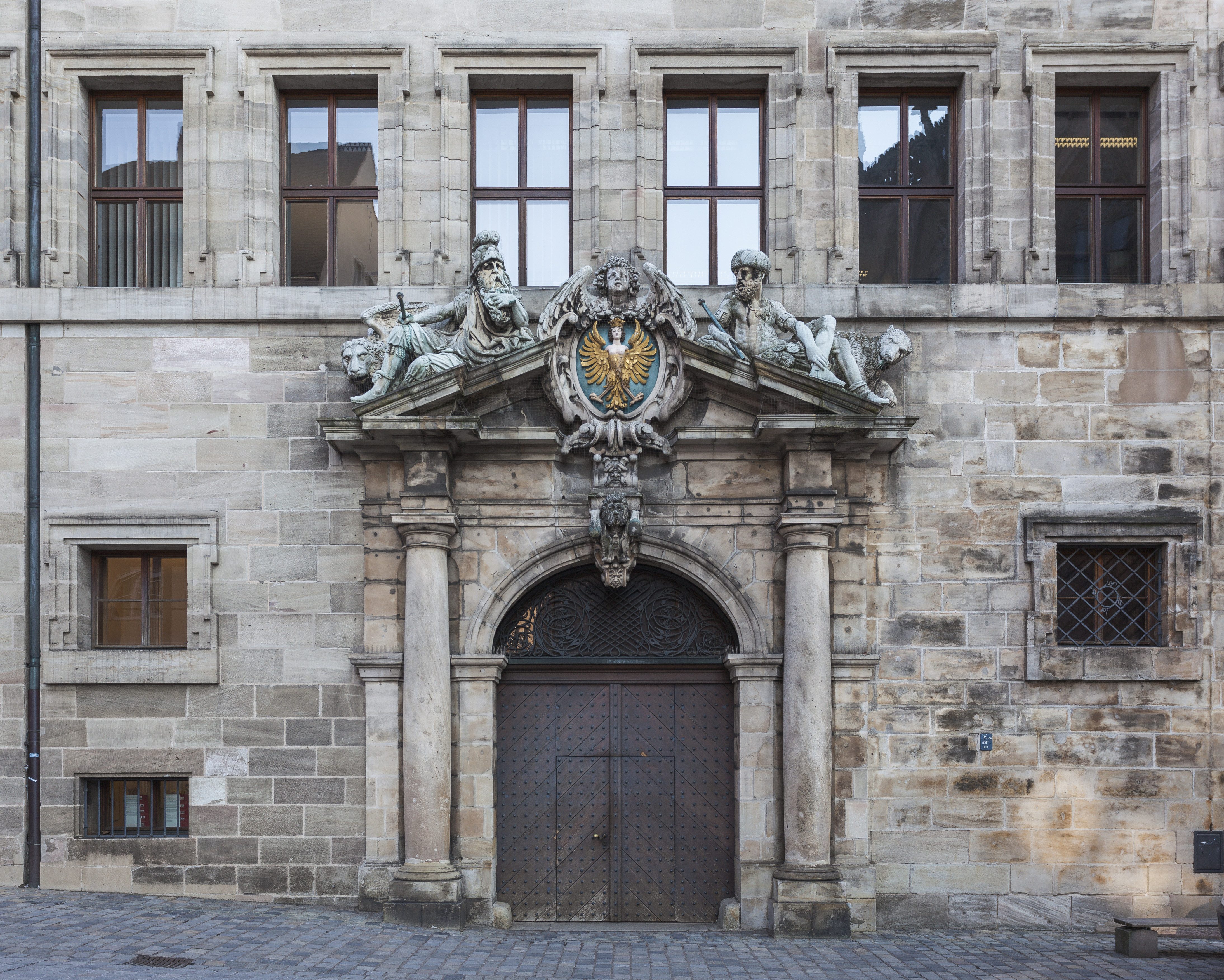
Antiguo Ayuntamiento de Núremberg.

El Ayuntamiento celebra cada año la fiesta de las ciudades hermanas en el castillo de Tucherschloss de Núremberg denominada "Grenzenlos-Fest", "fiesta sin fronteras". El 2015 tuvo como motivo central a la ciudad de Córdoba, con la que Núremberg se hermanó en el 2010. Esta fiesta, que se celebra a mediados de agosto constituye un evento en el cual las asociaciones que apoyan el trabajo con las ciudades hermanas dan a conocer su trabajo y venden productos de las ciudades a las que están vinculadas. Grupos musicales de las ciudades hermanas participan en esta fiesta multicultural.
Durante el famoso mercado anual de Navidad se celebra también el mercado navideño de las ciudades hermanas, en el que voluntarios simpatizantes de las mismas venden productos artesanales, música, bebidas típicas, juguetes, etc. Los fondos que se obtienen se destinan a financiar actividades y proyectos relacionados con las ciudades hermanas. El mercado de las ciudades hermanas se realiza en la plaza detrás del Ayuntamiento.

### Casa Internacional de Núremberg
Desde 2011 existe en Núremberg la denominada Casa Internacional (Internationales Haus Nürnberg) en la calle Hans Sachs Platz 2, que ocupa la sede del antiguamente denominado Heilig-Geist-Haus (Hospicio del Espíritu Santo) inaugurado en 1339. Después de su renovación en 2010, la Casa Internacional además de diversas oficinas públicas, cuenta con una sala de exposiciones, una sala grande para fiestas u otros eventos. En este edificio tienen sus sedes entre otras instituciones:
- El Departamento de Relaciones Internacionales de la Municipalidad de Núremberg
- El Departamento de Derechos Humanos de la Municipalidad
- El Consejo de Integración e Inmigración
- El Centro de Derechos Humanos de Núremberg, NMRZ.
- El Fórum de la Historia y cultura judía
- La Sociedad Dante Alighieri
- La Asociación del Museo Árabe
- La Oficina de atención a la Tercera Edad de la Municipalidad

## Consulados
En la ciudad de Núremberg y alrededores existen representaciones consulares de los siguientes países:
- Austria, en Frankenstraße 12, 90762 Fürth. Cónsul honorario: Gert Rohrseitz
- Brasil, en Nürnberger Straße 2, 90546 Stein. Anton Wolfgang Graf von Faber-Castell
- Dinamarca, en Färberstr. 20, 90402 Nürnberg. Cónsul honoraria: Ingrid Hofmann
- Holanda, en la calle Ostbahnstrasse 118, Hersbruck: Cónsul honorario Sr. Alexander Fackelmann
- Hungría, en Matthiasstraße 10-12, 90431 Nürnberg. Cónsul honorario: Günter Späth
- Inglaterra e Irlanda del Norte, en Hadermühle 9-15, 90402 Nürnberg. Cónsul honorario: Dr. Johannes Schmitt
- Italia, en Gleißbühlstraße 10, 90402 Nürnberg
- Macedonia, en Pillenreuther Straße 1, 90459 Nürnberg. Cónsul honorario: Gerhard Paul Krüger
- República Checa, en Ostendstraße 100, 90334 Nürnberg. Cónsul honorario: Hans-Peter Schmidt
- Rusia, en la calle Am Plärrer 14, 90429 Nürnberg. Cónsul honorario: Nikolaus Wilhelm Knauf
- Suiza, en Richard-Wagner-Platz 2-10, 90443 Nürnberg. Cónsul honorario: Peter Theiler
- Turquía, en Regensburger Straße 69, 90478 Nürnberg. Cónsul general: Sra. Ece Öztürk Çil[22]

Otros países atienden a sus ciudadanos establecidos en la región de Núremberg a través de sus consulados en Múnich.

## Calle de los Derechos de la Niñez
En medio del parque llamado Stadtpark se creó la calle de los Derechos de la niñez, con el auspicio del artista de Israel Dani Karavan, autor de la calle de los Derechos Humanos. El proyecto de esta calle nació dentro de la Comisión sobre la niñez de la Municipalidad de Núremberg. Los artistas Ursula Rössner y Jürgen Eckart diseñaron los elementos constitutivos de esta calle de los Derechos de la Niñez, con cuatro estaciones que presentan seis derechos de los niños y que fueron inaugurados en octubre del 2007 por el alcalde Dr. Ulrich Maly. En los años posteriores se fueron complementando los elementos para presentar íntegramente los artículos de la Convención sobre los Derechos del Niño de las Naciones Unidas.

### Premio Internacional de Derechos Humanos
Desde 1995 la ciudad de Núremberg concede cada dos años un «Premio Internacional de Derechos Humanos» a personas u organizaciones que promueven y defienden los derechos humanos con riesgo de su propia vida y contribuyen a la paz y a la comprensión intercultural. El premio está dotado de la suma de 15 000 euros.
El premio se adjudica tras una selección entre diversos candidatos de todos los continentes por parte del Jurado Internacional, que está integrada por personalidades destacadas en los Derechos Humanos de todos los continentes. Entre los miembros del Jurado se ha contado con la participación de los Premios Nobel de la Paz Adolfo Pérez Esquivel, de Argentina, y Shirin Ebadi, de Irán.

## Asociaciones ciudadanas
En Núremberg existen numerosas asociaciones de ciudadanos que desarrollan un trabajo voluntario en las áreas de ayuda social, promoción cultural, etc. Las poblaciones de emigrantes han constituido sus propias organizaciones.

### Entidades españolas o latinoamericanas en Núremberg
En 1961 se fundó en Núremberg el Centro Español, creado para facilitar el apoyo mutuo entre los hispanoparlantes, el mantenimiento y desarrollo de la cultura española y la asistencia a los emigrantes para su integración a la sociedad alemana. En la sede del Centro Español se ofrecen cursos de baile flamenco, idioma español, zumba, así como visitas guiadas en español por la ciudad de Núremberg. El centro español organiza también espectáculos de flamenco, conferencias sobre la historia y la cultura de España, y otras actividades. El centro está situado en calle Fürther Strasse 354 - 90429 Nürnberg.
Igualmente, emigrantes latinoamericanos crearon en 1987 el denominado CECLAM, Centro Cultural Latinoamericano-Alemán de Mittelfranken. El CECLAM organiza también periódicamente eventos públicos como conferencias, conciertos, fiestas, difundiendo la historia y la cultura de los países de América Latina.
Otra institución que promueve la cultura latinoamericana en la ciudad es la „Galería Arauco“, en la que además de presentarse periódicamente exposiciones de arte contemporáneo latinoamericano y español se ofrece vino y joyas. Calle Trödelmarkt N.º 13, 90403 Nürnberg.
En la radio autogestionaria Radio Z se difunden semanalmente varios programas latinoamericanos. Los viernes desde las 19:00 horas, los programas "Sin Fronteras" y "Onda Latina".

## Deportes
La Municipalidad de Núremberg cuenta con una Oficina de Deportes, que apoya a los numerosos clubes deportivos de las diversas disciplinas.
Núremberg cuenta con el estadio Max-Morlock-Stadion, que fue utilizado durante la Copa Mundial de Fútbol de 2006 para algunos partidos, disputados entre México, Inglaterra, Irán, Holanda y Trinidad y Tobago. En este estadio, el club local FC Núremberg disputa sus partidos de local, y compite en la segunda división del fútbol nacional, la 2. Bundesliga.
La ciudad también atrae a corredores de autos de diversas partes del mundo, quienes cada año participan en carreras en el circuito conocido como Norisring o «Circuito de Núrembeg». El circuito está ubicado dentro del antiguo complejo de los congresos del Partido Nazi, cerca del Zeppelingfeld.
Los eventos de patinaje sobre hielo se llevan a cabo en la Arena, un complejo deportivo ubicado cerca del estadio de fútbol.
En Núremberg se desarrollan también competiciones de ciclismocomo el Red Bull District Ride. Se utiliza el circuito dentro del casco histórico de la ciudad.
La ciudad ofrece también una variedad piscinas públicas apropiadas para la natación.

## Demografía

### Evolución de la población
| Año/Fecha    | Habitantes |
| ------------ | ---------- |
| 1397         | 5 626      |
| 1485         | 36 000     |
| 1622         | 40 250     |
| 1750         | 30 000     |
| 1812         | 26 569     |
| 1827         | 37 012     |
| 1. 12. 1840¹ | 46 824     |
| 3. 12. 1849¹ | 50 828     |
| 3. 12. 1855¹ | 56 398     |
| 3. 12. 1861¹ | 62 797     |
| 3. 12. 1864¹ | 70 492     |
| 3. 12. 1867¹ | 77 900     |
| 1. 12. 1871¹ | 83 214     |
| 1. 12. 1875¹ | 91 018     |
| 1. 12. 1880¹ | 99 519     |
| 1. 12. 1885¹ | 114 891    |
| 1. 12. 1890¹ | 142 590    |
| 1. 12. 1895¹ | 162 386    |
| 1. 12. 1900¹ | 261 081    |
| 1. 12. 1905¹ | 294 426    |